# めだかボックスの登場人物
本項目では、『めだかボックス』に登場する架空の人物について記述する。
登場人物の名字は基本的に日本の九州地方に実在する地名で統一されている。また、登場人物の血液型はすべてAB型である。
担当声優の表記は、テレビアニメ版 / ラジオドラマ版のものとし、1人しか記載されていない場合はテレビアニメ版のキャストとする。

## 主要人物
黒神 めだか（くろかみ めだか）
声 - 豊崎愛生 / 豊口めぐみ
本作の主人公。箱庭学園第98・99代生徒会長（支持率98%）。1年13組。10月2日生まれ。身長166.2cm、体重56kg。スリーサイズはB98/W59/H87。
多方面に際立った才能の持ち主で、容姿端麗・才色兼備に加え身体能力にも優れ、実家は世界経済を担う大金持ちという全面において恵まれている。
「見知らぬ他人のために生まれてきた｣という信条をもとにし、学園に設置した目安箱で誰からの相談も24時間365日受け付ける。目的解決に必要とみなせば自らが傷を負うことを厭わないが、必ずしも自己犠牲主義ではなく、状況によっては自分が一番目立たないと気が済まないという子供じみた部分も持つ。
2歳のころから傍にいる善吉には、多大な信頼を寄せており、幼馴染に等しい間柄である。
上級生に対して敬語を使わなかったり（生徒会長を辞任した後は普通に敬語も使っている）、人の気持ちを考慮しないなど一般常識に疎く（野球や遊園地がどういうものか知らなかった）、目的に対する方法・手段も極端なことが多い。善吉達には「王で王手を打ちかねない」（反則）と評されている。大の動物好きでありながら、桁外れの能力値のせいで本能的に動物に避けられてしまうスキル「動物避け」を抱えている。空中戦最強であり、箱庭学園制圧力ランキング第2位。
鍛え上げているがゆえにナイスバディ（巨乳）で露出狂の気があり（本人曰く「脱ぐのが好きなのではなく見られるのが好き」）、胸元を大きく開いた生徒会専用制服を着用している。そのため、他人の前で着替えることや肌を露出することに抵抗を持っていなかったが、箱庭学園をやめる際に、露出癖を直した。
安心院なじみによると「勝者であることを決め付けられた主人公体質の人間であり、スポーツやゲームなどの娯楽を除けばめだかに勝てる者はこの世にはいない」とのこと。また、彼女から仲間よりも敵に興味と好意を示す性質が指摘されている他、他者とかけ離れた絶対的な強さゆえに、鶴喰鴎からは「本当は仲間を持たずに一人でいることを好んでいる」とみなされている。
黒神めだかの後継者編では安心院なじみの策略により善吉と対立し、生徒会選挙で対決することになるが、人外としか称せない身体能力と幼馴染すら他人のために切り捨てるその生き様ゆえに全投票のうちの2%しか票を得られず、過半数以上の票を獲得した善吉に大敗。「見知らぬ他人の役にたつために生まれてきた」という生きる意味を見失い、善吉に再び生きる意味をくれるように嘆願するが、「それはお前自身が決めることだ」と一喝されたことで会長職を委任した。
生徒会長辞任後は「自分探し」を始め、様々な部活に挑戦しており圧倒的な力を発揮し、その姿を観た周囲からは「野良黒神」と評されている。そんな中、第二回漆黒宴の開催を告げられ、これ以上漆黒宴で死者を出さないために、自身が参戦。桃園喪々との心理戦を経て、人の心を理解するようになる。また、婚約者（の影武者）たちの変態ぶりに白目を剥く、64万人の杠かけがえを目の前にして口ごもるなど、これまでとは違った面も見せるようになる。
漆黒宴にて人の心を理解したため、自身の影武者として箱庭学園に籍を置いていた不知火半袖が学園を去ることに納得がいかず、彼女と再び出会い友達になるために不知火の里を訪れる。しかし、里に封じられていた獅子目言彦に惨敗してしまう。彼を破り不知火を開放するために、唯一彼に効果があるであろうスタイルの習得を目指して鶴喰博士の下に向かう。
十年後、黒神グループ総帥として、「月面再生計画」を立案した。また髪型も従来のロングヘアに戻っている。特技は「動物寄せ」になっている。
彼女の異常性は「完成（ジ エンド）」。他人のスキルを本来の持ち主より使いこなし完成された状態で体現・会得できる。後に、直接観察しなくても他人のスキルの情報を聞くだけで、推理と仮説を立てることによりそのスキルを体現することができるようになったり、過負荷も自由に体現できるようになるなどの成長を見せる。ただしこのスキルは解析によるものであるため技術的なものしか複製・昇華できず、芸術的な要素は全く学習できないという欠点も存在する。なお、現在反則スキルとすら言われる「致死武器」「不慮の事故」はおろか、「大嘘憑き」や「却本作り」すら習得している模様。
黒神めだかの真骨頂（善吉談）
その1「上から目線性善説」
他人のいかなる悪行も環境などの外因でやむなく行っているとみなし、実力行使で更生させようとする黒神めだか特有の性質。その2、3とともに十三組の十三人編以降はあまり見られなくなる。
その2「ツンデレ」
普段は古風かつ男まさりな口調だが、デレると一転して乙女じみた口調になる性質。
その3「行きすぎ愛情表現」
全人類を自分の家族だと思っており、その愛情表現として行うキスのこと。小学校に入るまでは見境無しにキスをしていたが善吉にやめさせられ、最近では滅多に見せない。また、この愛情の一端として敵さえ好み、相手方からの接触・攻撃を歓迎することもある。
その4「乱神モード」
激昂した時になる、怒りに任せ暴力に訴える暴走状態。髪の色が青白く変色（アニメ版では赤白く発光）し、身体能力が劇的に上昇する。気休め程度だが怪我の治りも速くなる。「人の話を聞かなくなる」という性質を逆に利用し、対話の延長であるスタイルを無力化することも可能。
改神モード
都城王土の異常性「人心支配」を用い、暴走状態でしかなかった乱神モードを昇華し、自分の理性的支配下に置いたモード。しかし、改神モードはいわば「観察」の極地であるため、初見の能力・技に対しては「反応」や「反射」よりも先に「観察」することを優先してしまうという弱点を持つ。このモードになると髪が黒く染まる。命名は名瀬。
廃神モード
凶化合宿を経て習得した過負荷対策のモード。このモード下では髪や瞳から色素が抜け、相手より弱くなることで実力やスキルの差を考慮することなく、手加減抜きの全力で戦えるようになる。いわば球磨川の「却本作り」のマイナーチェンジ版のようなもの。本来は弱い人たちの心を理解するために自ら弱くなるというモードだが、めだかは戦いにしか利用できない。命名は安心院。
混神モード
改神モードと廃神モードが混ざり、強さと弱さを合わせ持つモード。
終神モード
スタイルの基本である「振動」で全身の筋肉を動かし全身が心臓のようにポンプの役割を果たし、常人の数十倍〜数百倍の脈拍となり、身体能力を向上させたモード。

黒神ファントム
不規則な垂直跳びで相手の意識をずらしつつ、亜音速で移動する技。攻撃にも転用できるが、使用後は黒神めだか本人が衝撃波（ソニックブーム）により多大なダメージを負ってしまう。後に日之影空洞の「光化静翔」を観察し、欠点の衝撃波によるダメージを克服した「ちゃんとした版」を完成させた。こちらは1日3回しか使用できない。
黒神ファイナル
終神モードを用いて行う攻撃。「増える」分身の術と、「消える」黒神ファントムの合わせ技。スリップストリームによって、「矛盾の壁」を突破する。こちらは黒神ファントムと違い曲がることが可能。

人吉 善吉（ひとよし ぜんきち）
声 - 小野友樹（幼少期 - 真堂圭） / 神谷浩史
箱庭学園第98・99代生徒会庶務、箱庭学園第100代生徒会長。1年1組。
めだかの幼馴染。2歳の頃からめだかの正しさを信じ多大な信頼を寄せている。箱庭学園入学当初は生徒会入りに乗り気ではなかったが、目安箱の初の案件解決の過程において考えが変わったことで庶務に任命される。
斜に構えた態度も多いが、根は真面目で努力家。仲間の手助けに感涙したり、自己の役割を果たした際には誇らしげであったりと情緒豊かな一方、危機に直面した時には多面的に状況を分析する冷静さも持ち合わせている。
ジャージの上から生徒会の制服を着たりするなど、周囲には理解しがたい着こなしを好み、「デビル」や「サタン」という言葉を使ったりとセンスはやや奇抜。
全ての人間を問答無用に幸せにしたいと思っているめだかとは違い、幸せになりたいと自ら望む人間を助けるべく努力を重ねている。
学園においては「天才のめだかに纏わりついている場違いの凡人」のような認識をされており、善吉本人は他人から生徒会長の犬と蔑まれてもよいという覚悟で生徒会の庶務をこなしている。めだかの「正しさ」だけでは解決できない心理的なしこりやわだかまりが世の中にあることを強く理解しているため、めだかには内緒で自分が独断で汚れ役になり、どこまでも性善説を貫く彼女が他者の悪意を買わないように守ろうと考える。そのことにより善吉自身が一般大衆に『凡人の代表たる人吉善吉がついていってる以上、どれだけ化け物じみていても黒神めだかも人間である』と思わせる箍としての働きを持つようになった。そのため、「黒神めだかの後継者」編において善吉が離れた際にはめだかの求心力は一気に失われ、善吉の生徒会長選挙当選の直接的な原因となった。
相手の異常性をも受け入れる懐の広さゆえにアウトローに好かれやすく、それは周りと一緒に不幸になろうとする-十三組に対しても例外ではない。何度となく置いてけぼりや裏切りをした不知火半袖に対してでさえも友達であるというスタンスを崩さず、-十三組側に降った時もそれが強制でなく本人の意思なら別にいいとした。
格闘技全般に才能があり、柔道やボクシングの技術を短期間のうちに会得し、他の部員からも称賛されるほど。中でもサバットを軸とした脚技に優れており、その戦闘能力は異常者とも互角以上に渡り合うほど。さらに自身を向上させるために日夜身体を鍛えているだけでなく、あらゆる危機的状況を想定した対銃火器策にも秀でている。
年頃の高校生にしては母親との関係は良好で、「お母さんのことが大好きだ」と公言する。両親が結婚した理由も離婚した理由も「凡庸な男と非凡な女の組み合わせゆえ」であったことを知った彼は、「自身の凡庸を理由に非凡な誰かから逃げることも、誰かの非凡を理由に己の凡庸を蔑むこともしない」を己に課すようになった。
生徒会戦挙では庶務戦に出場。球磨川禊の降参で勝利を収めるが、直後の私闘で視力を喪失する。その際の臨死体験で出会った安心院なじみからスキル「欲視力（パラサイトシーイング）」を貸し与えられ、視力が回復する。
黒神めだかの後継者編では安心院なじみの策略により、めだかから見限られてしまう。安心院なじみからの誘いによって「めだかの隣にいるため」にめだかとの敵対を決意し、真・フラスコ計画により「主人公」になることを決意。めだかとの生徒会選挙での対決の結果、62%の支持で生徒会長に当選しめだかに大勝する。
その後めだかの後を継いで箱庭学園第100代目生徒会長に就任。眼鏡をかけるようになっている。めだか達が消息不明になったことから生徒会メンバーを引き連れて「漆黒宴」の会場に訪れる。めだか達に追いつこうとするも、直後、月氷会の兎洞武器子に胸を貫かれ桃園喪々にカード化され人質とされる。
「不知火知不編」では箱庭学園の生徒会長であるために、不知火半袖の学園内の記録と記憶がなかったことにされた後も半袖のことを覚えていた。半袖に会うためにめだか達と共に不知火の里を訪れるが、そこで獅子目言彦の攻撃を受け意識を失う。
十年後、鶴喰と共に黒神グループの上級職になっている。また、眼鏡を外して従来の裸眼に戻っている。
彼のスキルは「欲視力（パラサイトシーイング）」（のちに「改神モード 全吉モデル」）と「愚行権（デビルスタイル）」。
欲視力（パラサイトシーイング）
他人の視界を覗くスキル。球磨川に視力を奪われ、臨死体験した際に安心院から借り受けた。このスキルで視力は回復したが、このスキルの効果により「頑張り甲斐のない人生になってしまった」と嘆いている。その後、このスキルは不知火の「正喰者」によって「全吉モデル」へと作り変えられた。
改神モード 全吉モデル
己の限界を覗くスキル。自身の限界を覗くことで、めだかの改神モードと同様の効果を生み出す。めだかとの選挙戦のために不知火のスキル「正喰者」により「欲視力」を作り変えて作成されたが、選挙戦では出番がなかった。

愚行権（デビルスタイル）
ご都合主義排除のスキル。生徒会選挙でめだかと対決するために不知火半纏に作成してもらった、善吉固有のスキル。いわゆる主人公補正への拒否権で、ありとあらゆる主人公・英雄像やその偉業を「あいつらはただ運が良かっただけ」と切り捨てるもの。自分にとって不都合しか生じないため、そのアイデアを聞いた安心院なじみは「頭おかしいんじゃねーの…」と驚愕した。実質、対めだか用スキルのため以降は特に描写がない。

不知火 半袖（しらぬい はんそで）
声 - 加藤英美里 / 同左
1年1組、のち1年-13組に移籍した女子生徒。箱庭学園理事長不知火袴の孫。「あひゃあひゃ」という笑い方が特徴。
小柄な見た目に似合わぬ健啖家でとんでもない大食いで「ラーメンは飲み物」と言い切るほど。底抜けに明るい振る舞いと幼い容姿から無邪気に見られがちだが、生徒の個人情報やフラスコ計画の裏事情にも精通しており、時にはそれらを利用して周囲を振り回すなど小悪魔的な一面も持ち合わせている。めだかや善吉の過去に詳しく、善吉と行動を共にする場面が多々あるが、基本的にただ見ているだけで何もせず本人によると「都合のいい時だけ友達」。そのため危険を感じると一瞬でいなくなる。善吉に好意を抱いているようで、どれだけ裏切っても友達と接してくれることは嬉しい模様。選挙戦で安心院に「望むならハーレムエンドにもできる」と持ち掛けられているが「愛は別に勝たなくていい」と、その提案を素気無く却下している。また、98代生徒会選挙の際には「善吉がめだかの選挙運動を手伝っている」という理由でめだかに投票したらしい。
めだかが「嫌い」だと公言する数少ない人物。半袖はめだかを「お嬢様」と呼んで飄々とした態度で慇懃無礼に接しており、めだかに対してどういう感情を持っているかは明かそうとしない。
彼女の正体は黒神めだかの影武者。箱庭学園におけるめだかのサポートが彼女の役割だった。箱庭学園で見せていた大食いに関して不知火本人は「食断ちをしていためだかの代わりに食べていただけ」としている。めだかが漆黒宴を経て人の心を理解したため、影武者としての役目を終え、箱庭学園に自分が通った記録と記憶を球磨川禊に「なかったこと」にしてもらい学園を去る。
不知火一族の中で最も不知火半纏の色を濃く受け継いでおり、不知火の里のエリートである。それゆえに、次代の獅子目言彦を担うことになった。
十年後、帯を継ぎ、不知火の里を忍者村として公開している。姿は、言彦を一時的に継いだせいで全く変わっていない。
彼女の過負荷は「正喰者（リアルイーター）」。スキルを喰い改めるスキル。他人の特技を属性や過程を無視して違うものへと書き換え・作り直してしまうスキル。即ち、その人間の才能や個性を台無しにする、何よりも過負荷らしいスキルといえる。パワー系のスキル「知られざる英雄」をスピード系のスキル「光化静翔」に、他人の視界を覗くスキル「欲視力」を己の限界を除くスキル「改神モード 全吉モデル」へと作り変えた。安心院さんによると、「この世で最も忌まわしいスキル」。
球磨川 禊（くまがわ みそぎ）
声 - 緒方恵美
箱庭学園の第99代生徒会副会長。3年-13組の男子生徒。
水槽学園からの転校生で-十三組の筆頭格。通称「負完全」。整った顔立ちをしており、常に黒色の学ランを着用している。セリフに『』（二重鍵括弧）がついた「括弧付けた」口調で話す（『』がついている時は基本的に本心を言っていない）。口癖は『僕は悪くない』『また勝てなかった』。気に入った相手のことはちゃん付けで呼ぶ。
めだか達と同じ箱舟中学校の出身で、乱神モード発現のきっかけになった人物。当時支持率0%で生徒会長に就任し、数ヵ月後にリコールされるまで、自らにとって邪魔なものを阿久根に命じて破壊させていた。幼少時から退廃的思想・破滅願望を抱き、中学生の頃から転校する先々の学校を潰していた。箱庭学園に転入後、十三組生を中心としたエリートを抹殺することを宣言した。
常に屈託のない調子で喋り、嘘か本心かわからない言葉を口にし、他者を簡単に踏みにじる言動を発する。また、大好きな相手との堕落を望む破滅的な思考の持ち主であり、好きな人間（安心院）の顔を剥がしたりするような常軌を逸した行動を取る。ことあるごとに世界最弱を自称し、相手との勝負そのものを台無しにして勝敗も善悪も綯い交ぜにする策を好む。人間のあらゆる弱点や隙を知り尽くしていることから、虐待されたり無力感に苛まれる者をそそのかし人心に取り入ることを得意とし、そのリーダーシップで過負荷の集団である-13組を率いる。めだかに影響されなかった最初の男であるが、彼女への敵意や妨害行動は好意からくるものでもあり、敵視すると同時に恋心の対象だったことを独白で明かした。
セクハラ的な発言に抵抗が無いスケベな性質で、オリエンテーリングでの優勝賞品として女子生徒の制服を裸エプロンにするよう要求した（その一件をきっかけに体験入学の選別者たちから「裸エプロン先輩」と呼ばれるようになった）。その後、興味は手ブラジーンズへと移り（漆黒の花嫁衣装編）、さらに現在のトレンドは全開パーカーとなっている（不知火不知編）。
また、惚れやすい性質の持ち主でもあり（マイナスの人間に共通している特徴でもある）、喜界島にちゃん付けで呼ばれただけで彼女に恋人がいないかを気にしていた。
生徒会戦挙では庶務戦、会計戦（サブプレイヤー）、会長戦（不知火半袖の代理）に出場。会計戦後、江迎怒江の改心で崩れかけた心の建て直しと「却本作り」奪還のために夢の中の安心院なじみを訪ね、括弧を付けない本心を訴える。会長戦では返却された「却本作り」をめだかに喰らわせるも、今まで通りに対等に戦おうとするめだかの姿勢、背負うものの違いを見せつけられ完敗。その後はめだかの推薦により、仲間として、そして生徒会長への対抗勢力として生徒会執行部副会長に就任する。
「黒神めだかの後継者」編では喜界島もがなと共に、対立そのものを台無しにするための第三勢力「裸エプロン同盟」を結成した。その後、組織併合をかけて委員長同盟に対決を挑み、策略通り委員長同盟にメンバーを潜り込ませ、自身は選挙管理委員会に入り込む。
「漆黒の花嫁衣裳編」ではめだかちゃんの裸エプロンを成功報酬に「漆黒宴」に同行する。他の同行者とともに桃園喪々に封印されるが、自力で封印を解き、南極にて善吉たちと合流する。
「不知火知不編」では半袖に頼まれ、彼女が箱庭学園に通っていた記録と記憶を「なかったこと」にした。その後、めだかと共に不知火の里を訪れ、そこで言彦の攻撃を受け意識を失うも、安心院の残した残留思念との対話の中で「手のひら孵し」と「実力勝負」を受け取り、再び立ち上がる。それによって産んだスキルを自身の人心掌握術と巧妙に掛け合わせることで頑なであった半袖の本音を引き出すことに成功し、半袖奪回のための大きな役目を果たした。めだかが月への特攻を決めた際、『賭けてもいい、どうせめだかちゃんは何事も無かったかのように戻ってくる』と発言したがこれは「どうせ自分は負ける＝めだかは帰ってくることがない」ことを確信したゆえの皮肉混じりの発言であった。しかし卒業式においてめだかが帰還することにより、敗北続きの生涯における最初の勝利を手にした（大学受験および就職活動は当然全敗しており、そのことに対して「明日から僕はどうなるんだろう。君たち本当にこんな僕を社会に送り出すつもりかい？」と言いながら落ち込んでいた。）。
「未来へのブーケトス」編において、百輪走最後の刺客としてめだかの前に立ちはだかる（実際は99人目だが、安心院なじみのコサージュを預かっていたため100人目を兼任している）。当然のように敗北はするが、コサージュに潜ませていたメッセージをめだかに気づかせるという重要な役割を果たした。
十年後のエピソードにおいて、主要登場人物では唯一姿を見せなかった。あらゆる人脈を使ってなお行方不明なことから死んだものと思われていたが、唯一めだかにだけは「安心院さんと共に、便りがないことこそ元気な証拠である人間」と確信を持たれている。
本編登場よりも前の出来事を描いた外伝「グッドルーザー球磨川」では主人公を務め、安心院を倒すことのできるスキルを探している。第二回、第三回人気投票で1位になった。
「グッドルーザー球磨川完結編」にて、卒業後には「かつて『なかったこと』にした様々な物を修復して回る旅」に出ていたことが判明。負け続けながらも戦い続けた球磨川が一切の勝負と無縁の活動をしていたことは、かつて大勝負を繰り広げた須木奈佐木咲に「一度勝負に勝つ経験をすることで、勝負から降りてしまったのではないか」と危惧させた。その須木奈佐木から「負けて人生が終わるわけではないのと同様、勝って人生が終わるわけでもない。これからも戦い続けてほしい」というメッセージソングを受け取ると同時に、学生時代の象徴たる学ランと螺子を放棄。以降「あらゆる記録が残されるこの時代に勝ち目のない戦いを挑むかのように」一切の足跡を残さないようになる。
彼の過負荷は「大嘘憑き（オールフィクション）」（のちに「安心大嘘憑き（エイプリルフィクション）」→「虚数大嘘憑き（ノンフィクション）」となる）と「却本作り（ブックメーカー）」。これらの過負荷と巨大なネジを武器として扱い、それらを相手に"螺子"込み、物事の本質と存在を"螺子"曲げ、心身ともに相手を"螺子"伏せる戦闘スタイルを特徴とする。弱さという弱さを知り尽くしているため、相手の肉体・精神的弱点を探ることを得意とし、過負荷に頼らずとも相手を翻弄するほどの戦闘センスを持つ。その力は3年間だけとはいえ、全能の安心院なじみをも封印せしめるほどである（安心院なじみ自身が封印を楽しんでいる節もある）。箱庭学園制圧力ランキング第4位。
大嘘憑き（オールフィクション）
現実（すべて）を虚構（なかったこと）にする過負荷（マイナス）。傷を負った現実そのものを「なかったこと」にして傷を負う以前の状態に戻したり、人間の死や視力などの五感さえも「なかったこと」にできる（因果律に関与するスキルのため、自身の死に対しては自動で能力が発動し、球磨川は死にたくても死ねない状態にある）。安心院から借りた能力「手のひら孵し（ハンドレットガントレット）」を独自に改造して生まれた過負荷であり、手に入れて間もない能力であるために細かなコントロールは利かない。また、一度「なかったこと」にした事柄をさらに「なかったこと」にすることや、過負荷や異常性などのスキルを完全になかったことにはできない。生徒会戦挙会計戦後に「却本作り」と引き換えに、元となる「手のひら孵し」を安心院に返却したため、使用不能になる。
劣化大嘘憑き（マイナスオールフィクション）
球磨川の心の中に残留していた「『手のひら孵し』を改造するためのパーツ」を寄せ集め、適当にでっち上げた新たな「大嘘憑き」。裸エプロン同盟結成を阻止しようとする宗像との戦闘中に発現した。「手のひら孵し」を失っているために「大嘘憑き」ほどの脅威はなく、強い心のこもった行動や心に深く残った記憶などは「なかったこと」にできなくなっている。
安心大嘘憑き（エイプリルフィクション）
獅子目言彦に敗れた安心院から遺産として「手のひら孵し」と「実力勝負（アンスキルド）」を受け取り、それらをすべて「劣化大嘘憑き」に合成し、新たに生まれたスキル。「大嘘憑き」と同様、すべてを「なかったこと」にするスキルだが、「なかったこと」にした対象が3分で元に戻る。その性能から、主に駆け引きに利用される。このスキルを合成した後は、今まで使用していた螺子はすべて、先端が潰れた螺子へと変わっている。
虚数大嘘憑き（ノンフィクション）
「不知火知不編」での「命拾い」の際に紆余曲折あって自身のスキルを改造され、手に入れたスキル。過去に大嘘憑き（オールフィクション）で「なかったこと」にしたことも「なかったこと」にできる。

却本作り（ブックメーカー）
球磨川が生まれ持つ本来の過負荷。通称「禁断（はじまり）の過負荷」。「大好きな人とどこまでも堕ちていきたい」という球磨川の願望が投影されているため、-螺子で貫かれた者の肉体・精神・技術・頭脳・才能が彼と同じレベルまで下がる。この性能から強さ（プラス）を弱さ（マイナス）にする過負荷といわれる。あくまで心を折る過負荷であり、「他人をマイナスにする螺子」というイメージを周囲に押し付けているだけであるため、-螺子で貫かれても肉体へのダメージは無い。球磨川と同じレベルまで下げられるという特性上、封印としても用いることが可能で、全能の安心院に唯一効果があるスキルとされており、3年前に彼女をこの能力と大嘘憑きで封印している。対象を絶対的に弱くするのではなく、あくまで「球磨川と同じレベルに引き下げる」という能力の性質上、球磨川が幸せになればなるほど却本作りの効力は弱まる。この過負荷を受けた者は白髪になる。

## 生徒会執行部

### 第98代・99代生徒会執行部
黒神 めだか

人吉 善吉

阿久根 高貴（あくね こうき）
声 - 浪川大輔
箱庭学園の第98・99代生徒会書記。2年11組の男子生徒。
元柔道部所属で柔道二段。「柔道界のプリンス」と呼ばれる穏やかな物腰の美男子。中学時代から同校生だっためだかに崇拝ともいうべきレベルで好意を寄せる。学習能力が高く、「人間にできることならなんでもできる」とされるほどに優秀な人物。音楽の演奏もお手の物である。しかし、それゆえ自己の欲や意思に欠け、自己の尊敬する人物に依存しがちという欠点を持っていた（後に自分に崇拝的な好意を寄せる鰐塚処理を見たことで、人を盲信することの危うさを自覚し、克服する）。異常な好意からめだかの傍らにいる善吉に当初好意的でなく、善吉との関係は良くなかった。だが、彼がめだかの傍にいるために積み重ねてきた努力自体は当初より認めていた。十三組の十三人編からは互いに相手が嫌いであるような描写はなくなっている。善吉がめだかから離反した際は、善吉をサポートすることを選ぶ。
中学時代は「破壊臣（はかいしん）」と呼ばれた札付きの不良であり、生徒会庶務として当時生徒会長の禊に従い破壊活動を行っていた。その一環としてめだかを破壊対象に据えた際、彼女が全く堪えなかったことで立場がなくなり、当時不良だった善吉を中心とする反阿久根派の生徒達による報復にあった。その窮地をめだかに救われたことで改心した。夭歌によると、めだかにもっとも変えられた人間。第100代生徒会以降はあまり目立たなかったが、第3回人気投票では2位。
戦闘能力はきわめて高く、条件さえ整えばもがなの肺活量・善吉の脚力にも匹敵し得る動作が可能。相手を壊す心配がないことから柔道の寝技を好む。その上、柔道部部長である鍋島猫美の影響でちゃっかり禁じ手の技も修得しており、状況によって破壊と非破壊を使いこなす。関節技最強。
柔道部から生徒会へ移籍する際に、字が綺麗であることを見込まれて書記となった。制服を着用する際には、会長職であるめだかを見習ってネクタイを着けず胸元の襟を大きく開けたスタイルをとる。
十年後、自らが設立したおもちゃ会社「創造心」で、年に数十億もの売上を出している。鰐塚と結婚している。
好きな仮面ライダーは『仮面ライダー龍騎』。
喜界島 もがな（きかいじま もがな）
声 - 茅野愛衣
箱庭学園の第98・99代生徒会会計。1年11組の女子生徒。
競泳部のエース。簿記一級を所持。水色の大きなリボンを結んだポニーテールの眼鏡っ子。困窮した生活の果てに父は蒸発し、母は身体を壊すという不遇な過去を持つ。学園の部費争奪イベントでは金銭に対する思い入れの強さから生徒会と敵対したが、めだかの上から目線性善説と行き過ぎ愛情表現、屋久島・種子島の気遣いを受け、金銭を（命よりも）至上とする主義を改めた。後日めだかから生徒会業務への助力を求められ、競泳部内の勧めもあり日給320円で生徒会の会計職に就任した。
めだかとの交流の中で異常性を抜きにした彼女の本質をいち早く見抜くなど、思慮深く友達思いな性格。めだかとは一見仲がよさそうに見えてあまり踏み込んだ関係ではなかったものの、現在ではお互いをちゃんづけで呼ぶ仲になる。基本的に動物全般が嫌い（苦手ではない）。
率先して場を仕切ることのない一見クールな印象だが、基本的に自己の主張は譲らない。過度に緊張した時には我を失って突飛な行動に出ることもままある。会話中の一部の言葉がひらがなと長音符号で表記されることがある。また思慮深さと競泳部時代に養われた勝負を見極める力からギャンブル系には強い。現在は無害そうに見えてダーティなギャンブルにおいては容赦がなく、赤黒七並べでは裏ルールを考案している。
競泳着を着ないと力が入らない性質で、校内での活動中にも生徒会専用制服の下にこっそり水着を着用している。水中での運動能力はめだかをも凌駕し、その肺活量は常人の比ではない。その応用として共振作用を起こすほどの高音域の大声（=ハイパーソプラノ）と、物理攻撃としてのエネルギーをもった声（=声帯砲）を発することができる。水中戦最強。箱庭学園制圧力ランキング第3位。
保守的な性質があり、善吉がめだかとあえて敵対することを宣言した時に現状の生徒会の人間関係が変化することを嫌った。その思いが球磨川を動かすことになり、ありとあらゆる変化を台無しにする第三勢力「裸エプロン同盟」の結成につながることになった。結局は決戦のその時まで止めることはできず、その存在意義に悩んだりした（詳細は語られないが、水面下で活躍していた模様）。めだかの退任までに彼女は善吉並にめだかと親密になりお互いにちゃん付けで呼び合うほどの仲になった。めだかによると生徒会長を退任後に水泳部に来ないかと勧誘したらしい。十年後、一児の母になっている。
球磨川 禊

### 第100代生徒会執行部
人吉 善吉

名瀬 夭歌（なぜ ようか） / 黒神 くじら（くろかみ くじら）
声 - 沢城みゆき
2年13組の女子生徒。験体名「黒い包帯（ブラックホワイト）」。
箱庭学園の第100代生徒会副会長。包帯で覆面した上から短剣を刺し（刺しているのは右側で、左側には刺すことが出来ない）、タイツでほとんど素肌を隠している。バイオテクノロジーの世界的権威で現フラスコ計画統括者。一人称は「俺」。めだかと同レベルの巨乳ながらノーブラで、常に腕組みで胸を支えている。
正体はめだかの姉であり、真黒の妹である黒神グループ第二子「黒神くじら」。「素晴らしいものは地獄からしか生まれない」を信条にあらゆる幸福を否定して学業に没頭する中、ついには恵まれた環境である黒神家と自身を愛する兄妹の存在さえ許せず、11歳の誕生日に家出した後で出自に関する記憶を自ら消した。女子中学校在籍中には自らが苛められるようになる環境を作り出し、目を覆うような迫害を受けている中で古賀いたみと出会う。運動能力は低いが人体観察のために特別体育科の十一組に在籍、後に十三組に移籍して「十三組の十三人」に入る。
唯一無二の親友である古賀いたみを何よりも大切にしており、彼女が危機に陥った際はポリシーを捨てることもためらわない。場当たり的・攻撃的な側面も持つものの、不幸願望はあくまで向上のための手段に過ぎず、根は面倒見がよい。一度目的が定まれば、どんな逆境にも屈しない精神力を見せる。心情の詳細は不明だが、妹のめだかではなく善吉寄りの味方であり、善吉の離反時は善吉のサポートに付いた。フラスコ計画再開時には再び統括の職に就き、善吉の生徒会長就任後には、半ば強引に副会長の職を引き受ける。
不知火知不編では、初登場時と同じ姿で他の「表の六人」と共にめだか達の救出に現れる。
百輪走では、「名瀬夭歌」と「黒神くじら」の名義で2度登場している。
彼女のスキルは異常性「禁欲さ（ストイック）」、「改造」と過負荷「凍る火柱（アイスファイア）」。彼女が勉学に関して超人的な努力ができたのは、この異常性による徹底した禁欲思想が背景にあり、彼女の禁欲思想は不幸願望にそのままつながっている。理科生物学の分野においてはめだかをも上回り、特に人体改造に長けている。生徒会戦挙の最中に自らの肉体を改造して発現させた過負荷「凍る火柱」は自身の体温を操る能力で、体温を下げて空気中の水蒸気を凍らせることで氷を作り出したり、体温を上げて炎を生み出したりすることが出来る。
黒神三兄妹の長女だが、真黒・めだかとは腹違いに当たる。実母は黒神舵樹の七人の妻の一人で元桃園家の人間・黒神亡。従って漆黒宴の桃園家代表桃園喪々とも血縁関係に当たり、三白眼の見た目の他に名前に共通点が見られる（「夭」「亡」「喪」と、人の死を表現する文字が使われている）。
江迎 怒江（えむかえ むかえ）
1年-13組の女子生徒。箱庭学園の第100代生徒会会計。
城砦女学院からの転校生。頭と腰のそれぞれ後ろにしている大きな赤い（やや薔薇色に近い）リボンがトレードマーク。
初対面で偶然鉢合わせた善吉に親切にされたことをきっかけに、善吉に盲執的な好意を抱く。善吉との相思相愛を疑わずに狂気的な恋慕と執着心を見せる一方で、自らの過負荷を問題にしない球磨川への依存心も強い。幼少期より過負荷のために触れた生物が腐って死んでしまうことに心を痛めており、人吉瞳の診察を受けた時には「私も死んだ方がいいんでしょうか」と口にするところまで追いつめられていた。その後、成長に伴い過負荷の能力が増大していった模様。過負荷の中では唯一「幸せになりたい」と思っている。ただし、彼女のマイナス化の要因はそもそも「触れるだけで猫などが死んでしまう」というスキル由来のため、他の過負荷とはいささか事情が違うところがある。
彼女の過負荷は「荒廃した腐花（ラフラフレシア）」。手に触れた物を生物・無生物・気体問わず全て腐らせてしまう。「自分は愛されてはいけない罪深い存在だ」という罪業妄想から生じた能力である。能力のオン・オフは出来ないが強弱をつけることは出来る上、土を腐らせて腐葉土を作り植物を操るなど、様々な応用が可能。生徒会戦挙書記戦を見たことで、直接触れなくとも周囲のものを腐らせることができるまでにマイナス成長する。
生徒会戦挙では会計戦に出場。球磨川のアドバイスにより習得した「荒廃した腐花 狂い咲きバージョン」を駆使して引き分けを目論むが、善吉の決死の説得により改心。時間制限におけるペナルティから善吉と球磨川を守るため、外した二人の爆弾を自身の体で抑え込み重傷を負う。その際、球磨川の能力で自分の過負荷を「なかったこと」にされたが、能力は制御可能な状態で残り、オン・オフの調整ができるようになった。
後継者編ではめだかに敵対する理由が恋心ゆえだと知って羞恥に悶える善吉を叱咤し、立ち直らせた。善吉が生徒会長に当選した際には、彼に頼まれ会計職を引き受ける。
潜木もぐらとの戦いの最中、自らの髪を切り、「初めて会った時から、初めて会った時よりずっと好きだった」と伝えることで善吉への片想いにけじめをつけようとするが、球磨川に『相手の返事を聞くところまでが告白だ』と諭され、切腹した善吉に「俺は生まれ変わってもめだかちゃんを好きになるから、お前と付き合えない」と返事をされる。そして泣きながら「人吉くんを好きでいて幸せだった」と言い、善吉への片想いに終止符を打った。
十年後、花屋を経営しており、「荒廃した腐花」はほとんど使えなくなっている。
鰐塚 処理（わにづか しょり） / 宗像 恋（むなかた こい）
箱庭学園の第100代生徒会書記。潜水艦中学2年5組の女子生徒。13歳。現在は飛び級で箱庭学園1年1組に在籍。
左目に眼帯（本人によると「ないとキャラがなくなる」ためだが、実際は失明した左目を隠すため）、下着の代わりに胸にはサラシを巻いており、「〜であります」といった軍人口調で話す。あだ名はワニちゃん。本名は「宗像 恋」で宗像形の実の妹。
趣味は読書で、女子バレー部ではセッター担当。体験入学への志望動機は「自己の向上」だが、そのそつのない履歴書から阿久根は経歴詐称を疑う。本当の志望動機は、憧れていた破壊臣（阿久根）に会うため。S&Wチーフスペシャル、バレットM82、ブローニングM2重機関銃などの銃器、近接戦闘においては軍隊式格闘術コンバット・サンボを使用する。
破壊臣時代の面影のない阿久根に挑発的な態度で接していたが、オリエンテーリングでの活躍を目の当たりにしたことでデレデレになる。同時に阿久根に頼りきりとなった弱さを指摘され、第八関門の阿久根との決闘を経て阿久根の弟子となった（自分が勝ったら結婚するという条件だった）。小学生時代に破壊臣に救われたことを仄めかしている。生徒会選挙時の個別支持率は4%。善吉が生徒会長に当選した際には、阿久根の後任で書記職に就き、箱庭学園に残っている。色々残念な面が見られるため、善吉には「お前に聞いた俺がバカだったけど、お前の方がバカだからな」、安心院には「僕の端末をやめたくなったらいつでも言っていい」などと言われてしまっている。
十年後、阿久根と結婚しており、スマホ向けゲームの会社を作り、阿久根の会社と共同開発することを夢見ている。
虎居 砕（とらい くだき）
2年10組の女子生徒。箱庭学園の第100代生徒会庶務。眼鏡をかけており、腰まである長い黒髪を1本にまとめている。
生徒会選挙後に倫理観・社会性を重視した上で再構築された「健康的フラスコ計画」の第一期生。本人に言わせればまだまだ未完成であるらしいが、フラスコ計画の効果は十分に出ているようで、数人の例外を除けば、知力・武力ともに箱庭学園の首席といってもいいレベルに達している。
一番下の役職である庶務職に就いており示しをつけるために、年齢的には年下である善吉や鰐塚に対しても丁寧に接し、自分のことを呼び捨てにするようにと頼んでいる。

## 委員会連合

### 風紀委員会
雲仙 冥利（うんぜん みょうり）
声 - 朴璐美
2年13組の男子生徒。風紀委員長。10歳。通称「モンスターチャイルド」。元「十三組の十三人」だが、他のメンバーと違って目立ったスキルは見せていない。
9歳で箱庭学園に飛び級入学を果たした秀才。人の上に法を置いており、めだかの「上から目線性善説」と正反対の思想「見下し性悪説」に従い、相手に一切の事情や弁解を許さず徹底した「血の粛清」を加える。己の正義を行使するためには手段を選ばない。「十三組の十三人」の中では「表の六人」や「裏の六人」のどちらにも属さない「オンリーワン」。
めだかとの対決後には負傷を理由に「十三組の十三人」を離脱し、かねてから懐疑的だったフラスコ計画を危ぶむ生徒会に助力する。その後は、入院していた病院を抜け出してまで生徒会戦挙を観戦するなど、先輩として後輩を気にかける言動を表に出すようになった。十年後、警備会社を設立し、国防の一角を担う立場に立っている。
姉以外の家族は亡くなっている。
異常者の中では珍しい万能型。年齢による体力・体格の差を補うため、フラスコ計画の参加報酬として理事会から受け取った多数の武具を駆使して戦う。箱庭学園制圧力ランキング第5位。
対人兵器「超躍弾（スーパーボール）」
武器になるよう改造が施されたスーパーボール。1個あたり定価120万円。
炸裂弾「灰かぶり（シンデレラ）」
老朽化した壁なら一つで破壊できるほどの威力を持つ火薬玉で、外見は超躍弾に酷似している。
風紀委員会特服「白虎（スノーホワイト）」
耐圧繊維で縫製された防護服。重くて動きづらいのが難点。定価8750万円。
鋼毛玉（ストリングボール）「アリアドネ」
白虎を縫製しているものと同じ糸で、1本で5tの重量を吊り上げられる。一度使ったら巻き取ることが出来ない。
呼子 笛（よぶこ ふえ）
声 - 小清水亜美
2年10組の女子生徒。風紀副委員長。
鉄製の鎖を使って、生徒を縛り首にする戦法を取る。「雲仙冥利を愛でる会」会員で、行動原理は学園風紀より冥利への忠誠心、個人的な思慕によるところが大きい。
鬼瀬 針音（おにがせ はりがね）
声 - 大橋歩夕
1年3組の女子生徒。冥利自らがスカウトした風紀委員で、風紀委員会第三部隊隊長。ツインテールの眼鏡っ子。別名「手錠メリケンの鬼瀬」。
鉄拳制裁を信条にプライドをもって委員会業務をこなす反面、八つ当たりでの校内器物損壊、偽の投書で生徒会の服装を正そうとするなど本末転倒な行動も多い。なお、服の上から喜界島の水着姿を見切った。状況によっては冥利を制するために嘘をつくこともあり、委員会自体を盲信するわけではなく、自分なりに納得して行動を起こすだけの思考力がある。何かと派手な行動の多い生徒会を快く思っていない。「雲仙冥利を愛でる会」会員。
吉野ヶ里 卵殻（よしのがり らんかく）
声 - 間島淳司
風紀委員会に所属する男子生徒。
「正義の実行機械」「風紀委員会の断頭台」を自称し、両手にそれぞれ三本の刀身のついた鉤爪を装着して武器としている。雲仙の指示で喜界島を襲撃しようとするが、めだかによって機先を制せられて撃退された。
国東 歓楽（くにさき かんらく）
声 - 最上嗣生
風紀委員会に所属する男子生徒。特徴として眉毛が太い。
「自転車殺法」なる自転車を武器とした戦闘法を取る。雲仙の指示で阿久根を襲うも、めだかによって阻止された。
野母崎 兜（のもざき かぶと）
1年生の女子生徒。風紀委員会特選部隊（通称「雲仙冥利を愛でる会」）の内の一人。
黒髪のショートカットの少女。
千々石 等星（ちぢわ とうせい）
1年生の女子生徒。風紀委員会特選部隊（通称「雲仙冥利を愛でる会」）の内の一人。
前頭部にリボンをつけている少女。
児湯 灯（こゆ ともしび）
1年生の女子生徒。風紀委員会特選部隊（通称「雲仙冥利を愛でる会」）の内の一人。
肩口まで髪を伸ばした少女。
八女 菓石（やめ かいし）
1年生の女子生徒。風紀委員会特選部隊（通称「雲仙冥利を愛でる会」）の内の一人。
ボーイッシュな風貌の少女。

### 選挙管理委員会
大刀洗 斬子（たちあらい きるこ）
2年1組の女子生徒。選挙管理委員長。通称「眠れる怠惰」。常に「はたらかない」と書かれたアイマスクで目を隠しており、語尾を伸ばす眠たげなしゃべり方が特徴だが、時には相手の思惑を全て見透かし笑顔で恫喝する剣呑な一面も。
ものぐさで1日に22時間眠る。逆にいえば、委員長業務をわずか2時間で完遂できるということでもある。常に布団に寝転がっており、動くときは布団ごと這って移動するなど、立ち上がった姿は誰も見たことが無い。そのため、生徒会選挙時に「はたらく」というアイマスクをつけて立ち上がった際は、聖夜の奇跡扱いされ冬休み中にもかかわらず全校生徒が駆け付けた。箱庭学園史上もっとも働かない委員長ながら、13組生でもないのに理事会に登校義務を免除させたほど有能で、実際は10組 〜 13組のどの特待クラスにも入れる才媛だが、わかりやすい成果を何も残していないため、普通科に所属している。箱庭学園卒業後は、自分が作った冷凍睡眠装置でコールドスリープに入った。
長者原 融通（ちょうじゃばる とけみち）
2年13組の男子生徒。選挙管理副委員長。サングラスのように暗く透けて見える布で、視界を覆っている。
彼の異常性は「公平」。如何なる場合においても公平に物事を進行させ、判定に際して自らの死をも厭わない。常に礼儀正しく、厳格に選挙管理を務める傍ら、場面状況に合わせてルールを改定したり、選手同士の助言をある程度まで認めるなど、選挙を合理的に行うことを最優先とする。ルールを人より上に置くという点で気が合うため雲仙冥利と仲が良く、彼の唯一の男友達である。委員長とは性格が対極にあるが、相性は良い。十年後、裁判長として働いている。

### 図書委員会
十二町 矢文（じゅうにちょう やぶみ）
2年10組の女子生徒。図書委員長。通称「移動図書館」。一人称は「ぅ私」。
今まで読んだ本は一字残さず覚えており、会話の節々に小説の一節を引用する。読む本に困らないように常に本棚を持ち歩いている。本なら何でも好み、小説・漫画・絵本・辞書・図鑑等、種類は問わない。暗記しているにもかかわらず常に本を手に持っているのは、本人によると本の重さが好きだからとのこと。百町破魔矢とはいとこ同士。

### 保健委員会
赤 青黄（あか あおき）
2年11組の女子生徒。保健委員長。通称「レッド・エンゼル」。ナース服風の制服を着用し、右手の爪を異常な長さにまで伸ばしている。私服がやばい人その1。そのため規制が緩んでいるはずの文化祭時に風紀委員に捕まった。常にトランプを2デッキ持つほどトランプ好きである。
正体は安心院なじみの端末である7億人の悪平等（ぼく）の一人。幼稚園児の頃に安心院なじみから病気を操るスキル「五本の病爪（ファイブフォーカス）」を借り受けており、そのスキルで箱庭学園で死人が出ないよう調整する使命を任命されている。箱庭学園の運動部の生徒は少なからずこのスキルの世話になっているため、生徒からは「赤衣の天使」と呼ばれている。
性格は冷淡。また、オリエンテーリングでは自らの関門「完全神経衰弱（パーフェクトメランコリィ）」を有利に進めるため、対戦相手に対して挑発的な態度を取り、特に無能力者に対しては非常に高圧的になる。しかし、阿久根は彼女のことを「関門を素通りさせてくれるかもしれないくらい優しい性格」と認識している。また、関門の後に同じ悪平等である体験入学の選別者たちに忠告めいた発言をしており、全く非情な人物ではない様子。言彦からの傷を治療してくれた件で、球磨川に礼を言われた時は露骨に照れていた。

### 食育委員会
飯塚 食人（いいづか くろうど）
2年12組の男子生徒。食育委員長で、学園唯一の「ダブル委員長」の一人。通称「猟理人」。コックの服装をし、常に猟銃を携えている。米良からはロードと呼ばれている。
大食いで鍛えた驚異的な腹式呼吸により、喜界島に匹敵する大声を出すことができる。口癖は「こいつは一杯食わされたよ」。モットーは「何を言おうと結局食べるのだろう?」と「最良の食材を旬のタイミングで提供すること」。米良とは互いのモットーが真っ向から対立しているため、普段の仲はあまりよくないらしい。
米良 孤呑（めら このみ）
2年12組の女子生徒。同じく「ダブル委員長」の一人。通称「超理師」。エプロン姿に身の丈ほどのパン切りを携えている。飯塚からはメラリーと呼ばれている。
イタリアからの帰国子女で、中学時代はイタリアで料理人として修行を積んでいた。口癖は「〜する私ではない」。モットーは「生きることは食べること」で「食べることは殺すこと」。食人の口癖のせいで食傷気味。

### 飼育委員会
上無津呂 杖（かみむつろ つえ）
2年11組の女子生徒。飼育委員長にして空手道部の部長。通称「野生児」。空手の胴着を着用し、猫耳が生えたような髪型をしている。腹話術で話すことができ、動物と話すこともできる。
喧嘩友達であるめだかと殴り合って倒れなかった（「負けなかった」わけではない。最初の喧嘩の理由は「犬派か猫派か」）唯一の人物であり、学園でも10本の指に入る身体強度の持ち主。また、柔道家である鍋島とは性格が正反対であるにもかかわらず仲が良いらしい。

### 美化委員会
廻栖野 うずめ（めぐすの うずめ）
2年10組の女子生徒。美化委員長。通称「魔女」。魔女のような格好にカボチャの仮面で顔を隠している。普段はコスプレが好きな普通の女子高生で、普通の制服にトンガリ帽をかぶっている。箱庭学園のファッションリーダーとも呼ばれている。
次世代育成プログラムの第一回オリエンテーリングで魔獣を召喚した際には、球磨川から与次郎と同じ電波系ではないかと言われたが、実際には「存在しない魔獣と戦わせる」という難題を出す策略家。

## 十三組の十三人（サーティーン・パーティ）

### 表の六人（フロントシックス）
高千穂 仕種（たかちほ しぐさ）
声 - 乃村健次
3年13組の男子生徒。験体名「棘毛布（ハードラッピング）」。コーンロウのヘアスタイルに筋肉質で長身、色黒。「十三組の十三人」最強の男で、打撃系最強。
他人との触れ合いを求める求愛者であり、自身より強い相手を作り出せる可能性に賭けてフラスコ計画に参加。戦闘科学を研究の専門とする科学者である傍ら、キックボクシングを基本スタイルに据える格闘家。
彼の異常性は「反射神経（オートパイロット）」。過剰なまでの反射神経で物理攻撃からの回避行動のみならず反撃・奪取までを自動に行い、「十三組の十三人」内にも触れられる者はいない。過去に遭遇した交通事故で家族全員を亡くし、自身一人だけがこの能力で生還したことで異常性を自覚した。
宗像 形（むなかた けい）
声 - 神谷浩史
3年13組の男子生徒。験体名「枯れた樹海（ラストカーペット）」。後ろ髪をひとくくりに結い、日本刀を腰に帯びた物静かな人物。鰐塚処理こと宗像恋の実兄。
彼の異常性は「殺人衝動」。他人を見れば殺すことしか考えられず、ありふれた全ての現象が殺人に通じるという思考の持ち主。5歳の時に殺人に目覚めて以降、殺人を繰り返した末に国際指名手配を受け、現在はフラスコ計画への参加を条件に学園に匿われている、とされている。
しかし実際には前述の経歴は詐称だった。無意識に起こる殺人衝動こそ本物だが、あえて殺人者を名乗って殺意を表明し、出会い頭に凶器をひけらかし他人を遠ざけるという努力の結果、実際に殺人を犯したことは一度もない。胸中ではそんな孤独な生き方を嫌い、異常者同士なら共感しあえるのではないかと考えフラスコ計画に参加。「殺したいほど大好きな人間を殺さずに済む」と語るように、本人にとって殺意と好意は限りなく比例するものである。その本心を看破した善吉の友人となり、先輩として力になりたいと考えている。
現役時代の黒神真黒に訓練された暗器使いであり、制服内に刀剣や銃火器、手榴弾などおびただしい数の凶器を隠し持ち、瞬時に捌き切る。ただし武器の長所を生かす扱い方に手慣れているわけではなく、単なる腕に限れば素人並。また、「殺す技術」に長けていることから同時に「殺さない技術」「殺されない技術」にも長けている。
黒髪めだかの後継者編で、オリエンテーリングを境に善吉とめだかが対立した際には友人として善吉に協力。戦いを台無しにしようと第三勢力発足を企てる球磨川の前に立ちはだかるも、殺さない主義を利用した戦法に苦戦。最終的に与えた致命傷も球磨川のスキル復活の呼び水となってしまい、『殺人はつまらないこと』と自覚したことで異常性を無効化される。しかし、衝動こそは喪失しているが、暗器使いであること及び各技術自体は失われたわけではない。
名瀬 夭歌（なぜ ようか） / 黒神 くじら（くろかみ くじら）

古賀 いたみ（こが いたみ）
声 - 米澤円
2年13組の女子生徒。験体名「骨折り指切り（ベストペイン）」。
天真爛漫な言動や露出度の高い見かけにはよらず、高千穂と並んで「十三組の十三人」最強の女と称される戦闘派。十三人の中では唯一生まれついての異常者ではないため、フラスコ計画そのものへの執着心が強い。
彼女の異常性は「異常への執着」と名瀬の改造による「異常駆動・回復力」。体格・能力・境遇、全てにおいて普通に育ち、世界には普通のことしか起こらず、自分も普通のことしかできないと悟っていた中学時代に名瀬と出会い、「異常であることに憧れる」という狂気じみた異常性が目覚めた。名瀬に自分を実験動物として役立てて欲しいと懇望し、改造手術を経て改造人間になった。並み外れた腕力・脚力、さらには複雑骨折も十秒程度で完治する驚異的な回復力を誇る。しかしその代償として非常に身体的に疲れやすく、エネルギー切れを抑えるためのアラートとして痛覚が強化されている。都城王土の「理不尽な重税」により、自身の異常性である「回復力」を徴税されてしまう。地上戦最強だが、本人は空中戦の方が好き。
フラスコ計画を凍結させられたことを少々根に持ってはいるものの、名瀬とともに比較的生徒会に協力的な言動を見せている。不知火知不編では徴税された異常性も復活していた。
行橋 未造（ゆくはし みぞう）
声 - 阿澄佳奈
3年13組生徒。験体名「狭き門（ラビットラビリンス）」。女性に変身出来る、あるいは女性（もがな）が行橋を誘惑したとその時々で正反対に描写されることから性別は不詳。
男子制服の上に厚着をして仮面を被り、荷を担いでいる小柄な人物。一人称は「ボク」で陽気な口調で話す。王土の底知れない人間性に惹かれたことを理由に語り部を自称して付き従っており、「十三組の十三人」の一員ながらフラスコ計画自体には興味が無い。異常性ではない特技として、骨格を組み変えて他者に変身できる。これは自身の異常性により共感能力が高かったため、「換喩使い」のスタイルと同様の効果がでているためである。
行橋の異常性は「受信感度」。脳髄・神経の活動時に流れる電気信号の体外に漏れ出た電磁波を皮膚で受信することで人の心（思考）を読むことが可能。皮膚感覚に集中するために、あえて仮面で視界を狭めている。なお、仮面の下は普通の顔である。弱点は感度が良すぎるため、受信する情報を取捨選択することは出来ないこと。ゆえに、あらゆる電子機器の電磁波、「痛い」「眠い」など負の情報も本人の意思と関係なく受信してしまう（ただし王土の傍では、発信の影響からこの異常性は精度が鈍る）。上記の理由、また戦闘能力がさほど高くないことで、戦闘は必要最低限にしか行わない。
フラスコ計画凍結後は学園を退学した。
都城 王土（みやこのじょう おうど）
声 - 勝沼紀義、米澤円（幼少・少年期） / 三宅健太（ラジオドラマ）
3年13組の男子生徒。験体名「創帝（クリエイト）」。
生まれながらにして王者の気質を持つエゴイストであり、他人は自分の役に立つために生まれてきたと信じて疑わない非情で傲慢な性格。その冷酷さは時に仲間にすら向けられるが、計画のもう一つの要となる行橋には常に気を許して自由に行動させる。めだかを見初めて一方的に妻になるよう命じるなど尊大ではあるが、一般的な視点から物事を計り、妥協・交渉するだけの余裕も持つ。
その計り知れない資質は過去に研究上コンビを組んでいた黒神真黒の解析能力を以てしても全容が知れず、自身も常に自分の限界を超え続けるとすら語る。身体能力にも優れ、足指の握力と腹筋操作で重力に反した垂直なベクトルに直立・歩行が可能。フラスコ計画の要となる存在とされ、計画が完遂した暁には王道楽土の楽園を築き、報酬として成功例の生徒4人を四天王として配下に置こうと企てる。自分を指す時は「偉大なる俺」と呼んでいたが、めだかに敗れた後は王であることを放棄し「普通なる俺」と呼ぶようになった。
フラスコ計画凍結後は学園を退学。現在、欧州にいるようだが、体育祭時に一度戻ってきた。不知火不知編では、半纏の説得を受け、表の六人を引き連れてめだかたちの救援に向かった。百輪走では、他の十三組の十三人のメンバーとともに登場した。
彼の異常性は「人心支配」。手指から電磁波を発することで対象の駆動系に干渉し、電磁波を感知出来るものであれば金属、電子機器、人間であれ意のままに動かして操ることが出来る。かつては生来より自覚する「支配」の異常性を世のために役立てることを望み、俗事に利用しそうな親から脱走して来るべき時までしゃべらないなどの制限を課して生きていたが、結局転校先に学校で己のエゴを自覚する羽目となってしまい、理想を叶えられないまま今に至る。箱庭学園制圧力ランキング第1位。
都城王土の真骨頂（行橋談）
その1「言葉の重み」
電磁波による干渉で相手の身体を意のままに操る（「平伏せ」、「跪け」などの一語の動詞を多用する）。このスキルがあるため、満場一致で箱庭学園制圧力ランキング第1位。
その2「理不尽な重税」
対象者の心臓に素手で直接電磁波を送り、相互干渉によって対象者から異常性の電気信号の周波数を強制的に取り立て、その異常性を自身の肉体で100%体現する。その際に徴税された対象は異常性を発揮する方法がわからなくなる。

### 裏の六人（プラスシックス）
糸島 軍規（いとしま ぐんき）
声 - 佐藤拓也
3年13組の男子生徒。験体名「死番虫（デスウォッチ）」。
裏の六人のリーダー格。仲間想いながら、押し付けがましい面もある。その能力は謎に包まれており、本人もよくわかっておらず、わかろうともしていない。
百町 破魔矢（ひゃくちょう はまや）
声 - 逢坂良太
2年13組の男子。験体名「初恋（ラヴ）」。
眼鏡を掛け右目側の前髪だけを伸ばしており、弓を携えている。能力を現すまでもなく、雰囲気が醸す異常さだけでも軍規に並ぶ。自他共に認める「裏の六人」のNo.2。十二町矢文とはいとこ同士。
湯前 音眼（ゆのまえ おとめ）
声 - 平田真菜
2年13組の女子生徒。験体名「宙ぶらりん（フリーワールド）」。
オーバーオール一枚を身に着けただけの露出度の高さに加え、戦闘中にも風船ガムを噛みながら棒読み調で話すなど全体的に覇気がなく、六人のことも設定上の仲間としか認識していない。身体への物理攻撃を、力の加わった箇所を液状にして背後まで貫通させることで無力化することができる。
筑前 優鳥（ちくぜん ゆとり）
声 - 中嶋ヒロ
3年13組の女子生徒。験体名「髪々の黄昏（トリック オア トリートメント）」。
長髪で顔の半分以上が隠れているため表情は窺えず、言葉少なで不気味な雰囲気を漂わせている。他人や自らの頭髪を伸縮させ自在に操ることが出来る。
鶴御崎 山海（つるみさき やまみ）
声 - 杉村憲司
2年13組の男子生徒。験体名「占領役者（スターマスター）」。
スーツ姿で表情に乏しい人物。普通（ノーマル）を「カス」と蔑む。体の半分が機械でできているサイボーグであり、改造人間の古賀を一方的にライバル視している。サイボーグとしての能力で、手から高熱を発し鉄球などを熔かすことが可能。
上峰 書子（かみみね しょこ）
声 - 儀武ゆう子
3年13組の女子生徒。験体名「食虫食物（デンタルシューズ）」。
三つ編みで眼鏡をかけており、普通（ノーマル）を「ゴミ」と形容する。食べたものを分析することができ、食べ物以外のものを食べることもできる。抱えている本には分析結果が記録されている。マシンガンで撃たれたとしても、全て食べて無効化できる模様。

### 元・十三組の十三人
雲仙 冥利（うんぜん みょうり）
元・十三組の十三人のメンバー。めだかに敗れ、負傷を理由に「十三組の十三人」を離脱。

黒神 真黒（くろかみ まぐろ）
元・十三組の十三人のメンバーで元統括。妹のくじらを探すためにパーティに加入していたが成果が得られなかったため、多数の臓器と引き換えに「十三組の十三人」を離脱。

## -十三組（マイナスじゅうさんくみ）
不知火 半袖

球磨川 禊

江迎 怒江

蝶ヶ崎 蛾々丸（ちょうがさき ががまる）
2年-13組の男子生徒。モノクルを掛け、執事服を着用した紳士風の風貌。
普段は理性的で単純な罵倒で怒ったりはしないが、穏やかで落ち着いた言動の陰には、凶暴で高圧的な本性が隠れており、この本性を表した時は、髪が逆立ち、髪の色と服の着こなし方と顔付きが変わる。6歳の時に、異常者の管理・研究に特化していた「箱庭総合病院」を志布志と共に廃墟にしている。
幼少時から、不幸をすべて周りに押し付けてしまえば誰よりも幸福になれると信じて過負荷を使い続けた結果、家族や思い出といったものも全て「ダメージ」と見なしたことで精神の拠り所といえるもの全てを失い、果ては極度の被害妄想を抱くようになってしまった。
彼の過負荷は「不慮の事故（エンカウンター）」。肉体的ダメージのみならず、トラウマやストレスなどの心理的なダメージまでも自分以外の他人に押し付けることができるという、きわめて凶悪なスキル。彼が過負荷で唯一理性的でいられるのは、この能力でトラウマやストレスといった精神的ダメージをも他人に押し付けていたためで、これらから志布志からは内心恐れられ、真黒からも球磨川以上の危険人物と認識されており、名瀬に至っては「精神が歪む所の話じゃない」と、顔面蒼白の評価をされている。なお、能力的制約ではなく本人の主義で、受けたダメージをダメージの原因である相手に直接返すことはあまり行わない。また、自分で勝手に傷ついた場合は押しつけることはできない模様。
志布志 飛沫（しぶし しぶき）
1年-13組の女子生徒。胸元と腹部を露出し、スカートに大きくスリットの入ったセーラー服を着ている。言葉より先に手が出る性分で、肉弾戦を好む。
幼少時より血を見ることを好むあまり生乾きのかさぶたを剥がすなどの自傷行為を繰り返しており、それを気味悪がった両親から虐待を受けて育つ。幼稚園入園時に少年野球団に参加し、そこで初めて自らの過負荷を自覚。「他人の不幸を喜べる人間になること」を目標に努力を重ね、今に至る。5歳の時に「箱庭総合病院」を蝶ヶ崎と共に後述の「憎武器」で廃墟にした。
彼女の過負荷は「致死武器（スカーデッド）」。古傷を開くスキルで、周囲の人間の怪我・疾患などの完治済みの古傷を強制的に生傷に変えて再発させることが出来る。虫歯や筋肉痛などの日常的な傷や、心の傷（トラウマ）にも効果を及ぼす。能力の性質上、自身の体に負荷をかけ続けるアスリートに対して絶大な効果を及ぼす。本来は生物にしか作用しないが、能力の箍を外すことでコントロール不能になる代わりに、建物などの無生物にも作用する「憎武器（にくしぶき）バズーカー・デッド」を発動出来る。この場合、施工や補修すらも古傷とみなすことができるため、建造物はあっという間に倒壊する。ただし、あらゆるダメージを自分以外の何かに押し付ける蝶ヶ崎の「不慮の事故（エンカウンター）」との相性は極めて悪い。
椋枝 死斬（むくえだ しきり）
1年-13組の生徒。
めだかの新理事長就任と同時期に入学してきた新入生。箱庭学園教師・椋枝閾の息子。常に「椋枝」「死斬」と書かれた巨大な三角定規とコンパスを所持している。めだかの理事長就任の挨拶の際に、五島列島、平戸ゴージャスと共に彼女に勝負を挑むが返り討ちにされる。
彼の過負荷は「大滑降中郭公（スライウイング）」だが詳細は不明。

## 悪平等（ノットイコール）
安心院なじみ（あじむなじみ）
声 - 水樹奈々
箱庭学園創設者にしてフラスコ計画の立案者。7932兆1354億4152万3222個の異常性と4925兆9165億2611万643個の過負荷、合わせて1京2858兆519億6763万3865個のスキルを持つ。自称「平等なだけの人外」。一人称は「僕」。
3年前にはめだかや球磨川と同じ箱舟中学校に在籍しており、球磨川が中学で生徒会長だった時の副会長。ただし、めだか・善吉・阿久根の3人は中学時代の彼女のことを記憶していない。自分のことを「安心院（あじむ）」と呼ぶ人間に対しては「僕のことは親しみを込めて安心院（あんしんいん）さんと呼びなさい」と促す。
球磨川が最後に恋した女性（生徒会戦挙時点）。魅力的過ぎる人格と容姿を理由に彼に顔を剥がされており、その一件はめだかが乱神モードを発現するきっかけにもなっている。3年前に球磨川の「却本作り」によって封印（正確には球磨川レベルの過負荷にされていた）され、「大嘘憑き」により存在を「なかったこと」にされてからは関係人物の夢の中にのみ現れ、生徒会戦挙でめだかが球磨川の心を救った後には、却本作りによる封印が弱まったのを契機に箱庭学園に転入した。球磨川が幸せになるにつれて彼女を縛る螺子も外れていった。
飄々とした態度の裏では「人間は平等にカス」と捉え、幸せも不幸も全て平等に無価値だという論理観「悪平等（ノットイコール）」を標榜する。次世代育成プログラムの参加者5名を含む7億人の端末を従え、圧倒的な力を持つものの、主人公体質のめだかには勝てないと考えており、直接戦わずして目的を達成すべく善吉を誑かし、フラスコ計画で善吉を「主人公」に仕立て上げめだかとの対立を企む。なお、端末の共通要素は「過剰な個性」のみ。
選挙後、「シミュレーテッドリアリティ」を抱えていることが判明する（この世界を本気で漫画と信じているため、「この世界がもしも『週刊少年ジャンプ』に連載されている漫画だったら」と仮定して物事を話すことが多く「主人公」「ラスボス」「最終回」「アニメ化」「週刊連載」など、漫画に例えることが多い）。彼女の行動原理は「『できない』ことを探す」だと明らかとなり、フラスコ計画の「完全なる人間作り」も「できそうもないことだから取り組んでいただけ」であった。計画の本来の目的も「（計画が）失敗すること」で、彼女自身ができないことができないということを確認してこの世が現実だということを認識したかっただけだった。善吉がめだかに圧勝したことでフラスコ計画の完成も見えてしまったことから『できない』ことも無くなって自殺しようとしたが、めだかによって制止された上に今後も自殺を徹底的に邪魔すると宣言され、さらにその上めだかによって一年十三組に在籍させられることとなった。新たに死ぬことが『できない』ようになって涙を流しながら安心した結果、球磨川曰く彼女自身が自身の心に施していた「却本作り」の最後の螺子が外れ、封印によって変色していた髪の色も元の黒に戻った。
封印が完全に解けた漆黒の花嫁衣裳編以降、1京のスキルを惜しげもなく使い、同系統のスキルを100個立て続けに発動して相手を瞬殺するという戦法をとるようになった。この完全版安心院さんは通称「完全院さん」と呼ばれ、めだかですら「何一つ悪いことしてないけど土下座する」と恐れるほどである。
不知火知不編では、不知火半袖に借りを返すためにめだか達と共に不知火の里を訪れる。そこで自身が5000年前に初めて勝てなかった人間、獅子目言彦に遭遇。5000年前の時点で、既に1京を超えるスキルを所持していたにもかかわらず、1億回以上獅子目に敗北している（言彦からのダメージは不可逆なので、全て無傷で済ませていた模様）。めだか達を逃がすために銃系スキルを使って獅子目と対峙するが死亡してしまう。その後の詳細は不明だが、言彦が「破壊がなくなったから、そのうちひょっこり戻ってくる」と言っていたことから復活して存命はしている模様（10年後もめだか達とは会っていないが、めだかも「どこかで生きている」と善吉には告げている）。
不知火 半纏（しらぬい はんてん）
安心院と共に転校してきた悪平等のうちの一人。背中に≠の書かれた制服を着ており、基本的に読者に背を向けて立っているため、顔は常に見えない。安心院と行動を共にしていることが多いが、基本的に背を向けているだけで特に行動を起こすことはしない。安心院によると「ただそこにいるだけの人外」。安心院と出会ったのは約150年前。彼の正体は安心院なじみの影武者。悪平等を名乗っているのも安心院なじみが悪平等だったからそれに倣っただけ。安心院よりも自分の方が先に死ぬ公算が高かったため、自分の役目を引き継ぐ「バックアップ」を作った。その一部が派生して「不知火の里」が生まれた。
不知火知不編では、安心院なじみの死後、反転し「反転院さん」として「表の六人」を引き連れ不知火の里にめだか達の救出に現れる。百輪走では以前のように読者に背を向けている。
彼のスキルは「スキルを作るスキル」。フラスコ計画の権化のようなスキルであり、テーマそのものが矛盾したり破綻していない限り、基本的にはどんなスキルでも無制限で作り出すことができる。安心院の1京のスキルのうち、100個近くはこのスキルにより作られている。本人によると、安心院なじみの影であるための手段でしかない。なお、スキル名は「必要ない」とのことで存在しない。

### 7億人の悪平等（ぼく）
喜々津 嬉々（ききつ きき）
棺桶中学3年2組の女子生徒。ゴーグルとヘッドホンを着用したボーイッシュな少女で、携帯ゲーム機を手放すくらいなら半裸になることすら厭わないほど重度の廃ゲーマー（クソゲー好きでもある）。あだ名は「ツッキー」。
努力しなくても大抵のことは出来てしまい、砲丸投げ全国一位・中学生相撲大会優勝・ドイツ語検定満点・蝋細工コンクール最優秀賞・トレジャー新人漫画賞入選など、バラエティに富んだ経歴を持つが、特にやりたいことがあるわけではなく、難しそうな課題を突破したいだけのチャレンジ精神の持ち主。めだかの後継者になるという高難易度の課題に挑戦すべく、体験入学に参加した。生徒会選挙時の個別支持率は9%。
鰐塚 処理

財部 依真（たからべ いま）
一枡女子中3年1組の女子生徒。ベレー帽とメガネをしている。専門分野は拷問で、動けない相手をいたぶることを好む。あだ名は「タカ」。下着は縞パンを着用している。
めだかのポリシーに強く感銘を受けたと建前を語る内心、自分以外の人間を軽蔑しており、他人も敵も味方も踏み台としか思っていない。人に感謝したり謝ったりして頭を下げるのが嫌い。彼女のセリフは「本音と建前の線引きはしている」という彼女の言葉の通り、口汚い本音や隠したがっている素直な感情を一本線で打ち消す表現がなされている。
他の体験入学者たちとともに球磨川を襲撃するが、球磨川の前に敗北し、勝ちを譲られる。その一件以降は球磨川を意識し始め、本の貸し借りをする仲となっている。生徒会選挙時の個別支持率は8%。
与次郎 次葉（よじろう つぎは）
缶詰中学3年D組の女子生徒。髪を二つ結びにしている。あだ名は「ジロ（ちゃん）」。明るく素直で、笑顔を絶やさない。
自分のことを魔法少女だと信じており、「与次郎とは人間界で使っている仮の名前で、本名はツギハギスタ・SS（ダブルエス）・ルビーサファイア5世。間近でマジカル☆ワンダーツギハでお馴染み。右肩に一般人には見えないパートナーである親友のダイヤンを乗せている。人間界を狙っている魔界の大帝王ワルゴールドに対抗するために天界で選ばれた戦士であるが、覚醒が遅かったため本来の力が発揮できず、修行のために体験入学を志望した」という設定。いったんその設定の世界に入ってしまうと30分は戻ってこず、他のメンバーも基本的に放置モードとなる。勉学に対しては発揮されないが、空想上の動物などの知識に関しては非常に豊富。スタンガンを雷系魔法「サンダーボルト」、濃硫酸を水系魔法「ウォーターボトル」、鉄パイプを「アイアンステッキ」などと、日用品や劇薬を空想の武器や魔法に見立てて所持・使用する。第三回オリエンテーションではその妄想力を買われ、TRPGのゲームマスターを任された。生徒会選挙時の個別支持率は5%。
ちなみにワルゴールドは実在しているらしい。
希望が丘 水晶（きぼうがおか すいしょう）
聖カーゴ女学院1年梅組の女子生徒。あだ名は「ノゾミちゃん」。丁寧な言葉使いで、会話の端々にフランス語が見受けられる。「機械的に言えば」が口癖。
御船製作所で去年発明された自律式人型アンドロイド23番試作機「ホープ」。高性能のセンサーと膨大なデータバンクを持ち、飛行能力も有する。試用運転として中学校に通っていたが、周囲の環境に馴染めずに悪戦苦闘していた時に体験入学の報せを受信し、箱庭学園で心を学ぶべく参加を志望した。心がないため感情表現に乏しく常に淡々としているが、心がないからこそ地球上のすべての生命を尊重しようと考えており、他の4人の仲間を大切にしようとする。ただし、機械の立場になってクソゲーの弁護に回ったりする（あまりの出来に手のひらを返したが）。自分の万能ぶりはある種のコンプレックスとなっており、設定された謙虚さも手伝って他のメンバーの前では全力で行動しないという性質を持っていたが、オリエンテーリングを経て自分らしさを発露することを学ぶ。生徒会選挙時の個別支持率は10%。
赤 青黄

啝ノ浦 さなぎ

鉄砲 撃

箞木 盟

焼石 櫛

隠蓑 既

隠蓑 済

## 特待生（チームトクタイ）

### 十組（特別普通科）
呼子 笛

十二町 矢文

廻栖野 うずめ

鉈山 粍（なたやま みり）
声 - 小林ゆう
アニメオリジナルキャラクター。2年10組の女子生徒。将棋の高校生プロ。
「王将」と称される程の優秀な棋士であり、大会などで幾度となく優秀な成績を収めている。部内では敵う者のいないほどの腕前だが、緩い空気の将棋部に満足せず、後輩の指導も非常にきつく当たっていた。そのために部長が餅原に決まり、また餅原から態度の注意を頼まれたことを機に部を退部し、その後腹いせに部内にある全ての王将の駒を盗んでいた。後に餅原の依頼で調査に来た生徒会の説得を受け、将棋部へと戻った。原作では百輪走にて登場。

### 十一組（特別体育科）
阿久根 高貴

鍋島 猫美（なべしま ねこみ）
声 - 寿美菜子
3年11組の女子生徒で、関西弁の柔道部部長（後に引退）。天才を努力で踏みにじることを生き甲斐とし、「柔道界の反則王」と呼ばれていて、屋久島によると「あいつと戦ってやられるやつは全員『卑怯者』という」らしい。ただし陰湿ではなく、知恵のある卑怯さやずるさを持ったきわめて楽観的かつ図太い神経の持ち主。
常に明るく飄々と振る舞って、一度は独占した部費を幅広く分配する、後輩同士の喧嘩の仲裁にも積極的に乗り出すなど面倒見もよい。大抵のことには動じず柔軟かつ合理的に立ち回るが、それが高じて真っ向勝負を避けたり、どこかかませ犬のようなセリフをこぼすこともあって、実力がありながら周囲に小物といった印象を与えている。めだかが敬語を使う数少ない人間の一人。
「未来へのブーケトス」編では「めだかとの勝負は踏みにじらなくても楽しく、めだかのことは叩き潰せなくても大好きだった。今ここで決着をつけるなんてもったいない、勝負は五十年ほど続行」と言ってコサージュをあっさり渡し、「卑怯者」らしく勝負を避けた。十年後のエピソードにおいて、「オリンピックの代表選考試合の決勝戦中に膝靭帯断裂、そのまま片足で試合に勝ちオリンピックでも優勝」という壮絶な逸話が語られる。その後は引退し、子供向けの柔道教室を開いている。
喜界島 もがな

屋久島 有無路（やくしま うむみち）
声 - 保村真
3年11組の男子生徒。競泳部の部長。水泳のオールラウンダー。貧困のため一家離散した過去を持つ。3人のリーダー格で、最も常識的な言動が特徴。喜界島の交友関係を案じており、実の家族のようにかわいがり接している様子。
喜界島、種子島とともに「金にうるさい三匹のトビウオ」と呼ばれ、札束のプールを夢見て金銭のためなら命を懸けることも厭わない。
種子島 率（たねがしま そつ）
声 - 吉野裕行
2年11組の男子生徒。競泳部の副部長。男子水泳界の事実上最速のスイマー。目つきの悪い色黒の男で、外見通り言動はかなりハイ。屋久島同様、喜界島に対して家族的な好意を寄せる。貧困のため育った養護施設は潰れている。
赤 青黄

上無津呂 杖

五島列島 六腑（ごとうれっとう ろっぷ）
1年11組の男子生徒。
めだかの新理事長就任と同時期に入学してきた新入生。競泳部特待生。平戸ゴージャス、椋枝死斬と共に新理事長となっためだかに挑むも、三人揃って返り討ちにされる。

### 十二組（特別芸術科）
夕原 兆（ゆうばる きざし）
声 - 下和田ヒロキ
1年12組の男子生徒。美術部員。
「芸術家（アーティスト）」を自称する美術系の特待生。作品の事となると自分勝手で他人にもわがままになるが、適当に済ませようとは決してしない信念を持っている。本人によると「描きたくない絵は描けない」。目安箱に絵画のモデルの依頼を投書するが生徒会役員では満足せず、最終的に半袖をモデルに絵画を完成させた。後に水中運動会でも美術部員として参加している。
飯塚 食人

米良 孤呑

### 十三組（特別特別科 / ジュウサン）
黒神 めだか

雲仙 冥利

高千穂 仕種 / 宗像 形 / 古賀 いたみ / 名瀬 夭歌 / 行橋 未造 / 都城 王土

雲仙 冥加（うんぜん みょうが）
声 - 伊瀬茉莉也
1年13組の女子生徒。雲仙冥利の実姉。
メイド服を纏った怪力の鉄球使い。独自に開発した数字言語でしゃべり、その言語を扱える冥利やめだかを除いては基本的に意思の疎通が計れない。出席義務が免除された十三組生だが、引きこもりのため長く登校していなかった（弟である冥利が先輩になってしまったのが原因である模様）。また鍋島に敗れたことで適わなかったものの、以前は「最強」を求めてフラスコ計画への参加を目論んでいた。弟の冥利同様おっぱいが好きで、冥利曰く、「油断したらおっぱいの話しかしない」。
めだかが箱庭学園を退学するのと同時期に引退する弟の後任として風紀委員長に就任。その際は片言ながら言葉を話せるようになっており、彼女もまた「めだかとの出会いにより良い方向に変化した人物」の一人であることがうかがえる。
牛深 柄春（うしぶか がらはる）
声 - 島﨑信長
3年13組の男子生徒。
優男風の青年で、一時停止の道路標識を武器としている。趣味はモータースポーツ。雲仙姉に続いて、「十三組の十三人」に加盟するために平戸・直方とともにめだかを襲撃するが、一撃で返り討ちにあった。
平戸 ロイヤル（ひらど ロイヤル）
声 - 沖佳苗
1年13組の女子生徒。
常に包帯で目を隠し、笑みを浮かべてガニ股で立っている。牛深・直方とともにめだかに敗れる。
そのビジュアルと名前のインパクトから人気投票において主要キャラクターに劣らない人気を持っており、時折コマの片隅や単行本の裏表紙に登場している。
「めだかブックス」の箱庭図鑑に収録されていた「おまけボックス」によれば進級後は箱庭学園第101代生徒会長を襲名したらしい。
「平戸ゴージャス」という年子の妹がおり、後輩として箱庭学園に入学してきている。
直方 賢理（のおがた けんり）
声 - 小柳良寛
2年13組の男子生徒。
身長190cmの大柄で筋肉質な男で、肩には入墨のような模様が施されている。牛深・平戸とともにめだかに敗れた。
対馬 左脳（つしま さのう）
声 - 田村睦心
2年13組の男子生徒。時計台地下にある「十三組の十三人」の研究施設の入口「拒絶の扉」の門番。
前髪で右目を隠した、小柄な体躯の少年。服装は黒色を基調としている。右脳との関係は明言されていないが、善吉は双子と勘繰っている。「拒絶の扉」の門番を務めていたが、阿久根によって門が破壊されると、右脳とともに生徒会に同行、その後「裏の六人」vs「チーム負け犬」の戦いを傍観していたが、彼ら諸共、球磨川に螺子伏せられる。アニメ版では同行していない。
対馬 右脳（つしま うのう）
声 - 田村睦心
2年13組の男子生徒。「拒絶の扉」の門番。
前髪で左目を隠している点、服装は白色を基調としている点を除けば左脳とは瓜二つ。生徒会の地下施設視察では、左脳とともに生徒会に同行、その後「裏の六人」vs「チーム負け犬」の戦いを傍観していたが、彼ら諸共、球磨川に螺子伏せられる。アニメ版では同行していない。
糸島 軍規 / 百町 破魔矢 / 百町 破魔矢 / 筑前 優鳥 / 鶴御崎 山海 / 上峰 書子

日之影 空洞（ひのかげ くうどう）
3年13組の男子生徒で、常識はずれの巨漢。箱庭学園第97代生徒会長。
期中は全校生徒はおろか生徒会役員にさえその姿・名を認識させないまま、学園の平和を守っていた。話せば気さくだが基本的にはシャイで、何でも一人で背負い込もうとしがちである。作中における近接戦最強を誇り、近接戦闘に限れば高千穂・めだかでさえ足元にも及ばない。軍隊にも匹敵する戦闘能力と強度を誇る。めだかは出会った当初、彼には普通の口調で接していたが、現在は敬語を使っている。
生徒会戦挙をみすえた凶化合宿の最中に過負荷の奇襲を受け負傷。戦意喪失の中で不知火の過負荷「正喰者」を受け、新たな異常性「光化静翔」を発現させ、副会長戦に出場する。蝶ヶ崎の過負荷の前に苦戦するも、「知られざる英雄」が失われたことで日之影のことを思い出した箱庭学園の生徒たちの応援を受け、ルールを味方につけて勝利する。
「黒神めだかの後継者」編ではめだかと善吉が対立することになった際には、そのことを悲しんでいた。
彼の異常性は「知られざる英雄」と「光化静翔」。
知られざる英雄（ミスターアンノウン）
自身の存在を他人に一切認識させず、本気を出せば人の記憶から存在した事実や接触した経緯をも消すことが出来る。本来は彼の「強さ」を指す、パワーの異常性であり、認識できないのは影の薄さゆえではなく、誰もが目を逸らし忘れたくなるほどの破壊的な強さゆえで、めだかの「動物避け」を極端に発展させた体質。不知火の過負荷「正喰者」により、「光化静翔」へと作り変えられる。
光化静翔（テーマソング）
目にとまらぬ光の速度での移動・攻撃が出来るスピードの異常性。不知火の過負荷を利用して得た能力ゆえに時間制限があり、この異常性を取得するために「知られざる英雄」を犠牲にした上に生徒会戦挙途中で消失した。能力発動時は髪が黒くなり、体中にあざのようなものが浮かび上がる。めだかの「改神モード」のさらに先の状態。なお、知られざる英雄が精神的理由で不可視になるスキルだったのに対し、こちらは物理的理由で不可視となるスキルでもある。
長者原 融通

平戸 ゴージャス（ひらど ゴージャス）
1年13組の女子生徒。
めだかの新理事長就任と同時期に入学してきた新入生。平戸ロイヤルの妹。めだかの理事長就任の挨拶の際に、五島列島、椋枝らと共に彼女に勝負を挑むが返り討ちにされる。
「めだかブックス」の箱庭図鑑に収録されていた「おまけボックス」によれば姉とは不仲だった模様。

## その他の箱庭学園生徒
日向 破瞬（ひゅうが はばたき）
声 - 興津和幸 / 羽多野渉
1年1組の男子生徒。眼鏡をかけた糸目細見の男。
善吉や半袖のクラスメイト。最初に目安箱に投書をした人物。中学時代、剣道の腕前は全国クラスであったが性格に問題があり、部活動内での上下関係に耐えきれず暴力事件を多々起こしており、そのため廃部同前だった箱庭学園の剣道部を独占し、そのために剣道場でたむろしていた門司らを排斥しようとしていた。善吉とめだかによる制裁以降は、剣道部の指導役に落ち着いた。その後、善吉や門司との関係も改善されている。
門司 真罅（もじ まひび）
声 - 小西克幸 / 川野剛稔
3年2組の男子生徒。
部員がいないために放置状態になっていた剣道場に、7人の不良仲間たちとたむろしていた。理由は剣道場にあった木刀が好きだったかららしい。それの実態を日向に見咎められ、目安箱を通してやって来ためだかによって更生され、仲間たちとともに剣道部としての活動を開始した。その後、一度は剣道場を独占したい日向と対立したが、日向の更生後はその関係も改善された。
宇佐 驚斎（うさ きょうさい）
声 - 武田幸史
3年生の男子生徒。門司の仲間の7人の不良のうちの一人。
髑髏がデザインされたニット帽を被った小太り気味の男。門司ら仲間とともに剣道場にたむろしていたが、生徒会の介入後は日向を含めてみな剣道部員となった。いずれも服装などで校則に抵触している。
鳥栖 木曜（とす もくよう）
声 - 越田直樹
3年生の男子生徒。門司の仲間の7人の不良のうちの一人。
太眉で髪を肩まで伸ばしており、マスクを装着している。
伊万里 鞠（いまり まり）
声 - 後藤光祐
3年生の男子生徒。門司の仲間の7人の不良のうちの一人。
リーゼントヘアーの面長の男。
指宿 静寂（いぶすき せいじゃく）
声 - 栗山拓也
3年生の男子生徒。門司の仲間の7人の不良のうちの一人。
染色した髪を逆立てている。
中津 念義（なかつ ねんぎ）
声 - 坂巻学
3年生の男子生徒。門司の仲間の7人の不良のうちの一人。
左目に眼帯を装着している。
嬉野 然（うれしの ぜん）
声 - 小田柿悠太
3年生の男子生徒。門司の仲間の7人の不良のうちの一人。
スキンヘッドの男。
湯布院 献景（ゆふいん こんけい）
声 - 佐々木啓夫
3年生の男子生徒。門司の仲間の7人の不良のうちの一人。
サングラスをかけている。
有明 ありあ（ありあけ ありあ）
声 - 大亀あすか
2年9組の女子生徒。陸上部員で、専門は短距離走。
善吉が初めて対応した目安箱の相談人。2年生ながら部内で好成績をマークしてレギュラーメンバーの座を獲得していたが、それを妬んだ諫早に退部するように脅迫されて人間不信に陥り、生徒会に相談する。解決後は諫早との関係も良好。諫早とは同じブランドのスパイクを愛用している。
諫早 いさぎ（いさはや いさぎ）
声 - 浅野真澄
3年9組の女子生徒。陸上部員で、専門は短距離走。
陸上歴はそれなりに長く、部のレギュラーメンバーだったが有明の台頭でその立場を失い、逆恨みから有明を匿名で脅迫していた。その後、めだか・善吉との邂逅を経て思い直し、直接謝罪はしなかったものの、以降有明を気にかけるようになり、親睦を深めた。左利きで、23地区に住んでいるらしい。
秋月 漆（あきづき うるし）
声 - 田中里和
3年2組の女子生徒。
上品なお嬢様然とした少女で、挨拶は「ごきげんよう」。趣味はスイーツ作りで、将来の夢は「お嫁さん」。飼い犬のボルゾイ（声 - 田尻浩章）の行方を捜してほしいという依頼を目安箱に投書した。飼い犬は非常に凶暴な大型犬であったが、めだかの「動物避け」スキルに肝を冷やし、事案解決後は少し大人しくなったらしい。
鹿屋 必修（かのやひっしゅう）
声 - 奈良徹
2年生の男子生徒。箱庭学園第98代生徒会長候補者の一人。
大柄で目付きが鋭い凶暴そうな男。右目の下に傷跡がある。めだからと争った生徒会選挙では女子生徒らを恐喝するなどしての票集めをしていたが、それを見咎めためだかによって制裁された。それを逆恨みしてめだかに復讐するために数名の支持者を集めてめだか襲撃計画を立てていたが、善吉によって再び制裁を受けた。めだかを警戒する一方で善吉を高く評価しており、襲撃計画の際には善吉も仲間に加えようとしていた。
城南 捌兵（じょうなん べつへい）
声 - 大畑伸太郎
2年生の男子生徒。柔道部副部長、後に部長に就任する。
大柄な体躯だが調子に乗りやすい性格をしている。実力的には猫美や高貴には及ばないが、挑発するめだかの誘いに唯一真っ先に乗ったことを評価され、猫美の後継者として柔道部部長を継いだ。
八代 拳奈（やつしろ けんな）
声 - 中尾衣里
3年2組の女子生徒。
ボーイッシュな容姿をしており、自他ともに認めるガサツな性格。左頬には絆創膏が張られている。また字が下手というコンプレックスを抱えていた。ラブレターの代筆を生徒会に依頼するが、逆に高貴から1週間の特訓を課され、自力でラブレターを意中の人物に渡すことができた。改造制服を着用しており、風紀委員会の取り締まりの対象になったこともある。
阿蘇 短冊（あそ たんざく）
声 - 門脇舞以
3年2組の女子生徒。放送部員。
ダブルシニヨンの眼鏡少女。後頭部には大きな赤いリボンを結んでいる。水中運動会では半袖を解説に置き、部長代行として実況や進行を務めた。また生徒会から最終競技の選択権を譲られていたが、決定は半袖に委ねている。
木金コンビ（もっきんコンビ）
声 - 藤原貴弘（木） / 木島隆一（金）
二人組の不良男子生徒。
それぞれ木製バット、金属バットを得物にしている学内でも有名な不良。鬼瀬の取り締まりを受けたことを逆恨みして復讐を企てるが、めだか・善吉に一蹴されてしまった。
人吉 瞳（ひとよし ひとみ）
1年1組の女子生徒で、善吉の実母。小学生と見紛うほどの童顔かつ幼児体型。42歳。
異常と呼ばれる子供達を社会に馴染ませてあげようと、フラスコ計画の暗部を知りながらも計画に通じる医療施設「箱庭総合病院」に勤めていた。現役時代に異常性を持った幼児を多く診察していたことで、現在過負荷に成長した生徒とも多数面識がある。直接の担当ではなかったが、めだかのこともいろいろと世話をしていたため、めだかにとっては唯一頭の上がらない人物。球磨川担当時には当時2歳の善吉を人質に取られたためやむを得ず見逃し、その一件を憂えて辞職。球磨川を含む過負荷が箱庭学園に集結していることを危惧し、少女にしか見えない外見を利用して善吉と同じクラスへ転入、生徒会執行部のサポートをする。心療外科手術（パッチワーク）に優れ、裁縫道具を武器とした縫合格闘技「狩縫」や、巨大なチェーンソー、剪定ばさみなど趣味に使う家財道具を武器とした「お母さんのたしなみ（マザーズタスク）」で戦う。善吉のサバットの師でもある。
鶴喰 鴎（つるばみ かもめ）
1年1組の男子生徒。通称「ひとりぼっちの誕生日」。善吉よりも少しだけ主人公に近い男で、かつて主人公になれなかった男（いわゆるダークヒーロー）。常に目元に影が差している。一人称は「私」。善吉のことを「ヒート」と呼び、自分のことは「バーミー」と呼ばせている。
安心院なじみが「主人公 対 主人公」の構図を実現するためにめだかのような主人公を探索したときに見つけた人材。人と目が合うと挙動不審になりうまくしゃべれないため、視線をそらしてしゃべることが多い。ジャンプSQ.を引き合いに出した週刊少年ジャンプの批判など、何かを否定することで自己を顕示する性質を指して善吉は「『ジャンプを否定できる俺』の人」「『ネットをやらない俺』の人」と呼んでいる。異常性・過負荷・スタイルの3つを使いこなし、それらを組み合わせた「鴎システム」を用い戦う。
黒神家の七つの分家のひとつである「鶴喰家」の人間であり、めだかの婚約者候補だった鶴喰梟の隠し子。梟がめだかを婚約者としてではなく娘として愛したことから、めだかとは義姉弟の関係にある（のちにそのことを知っためだかから「弟君」と呼ばれるようになる）。漆黒の花嫁衣裳編冒頭にて、「第一回漆黒宴」の後に父親が殺されたことをきっかけに一家が断絶し、父の死の真相を知るために安心院の誘いに乗り、箱庭学園に来たという経緯を明かす。めだかの新たな婚約者候補として月氷会より「第二回漆黒宴」に招待されるが、他の六人の婚約者候補と戦って自由を得んとするめだかに招待状を渡し、形式上自らもめだかに同行することになる。
不知火知不編では、学園中での半袖は記憶からなかったことになっているが、黒神家の分家の人間ということもあり、学園の外での半袖は覚えていた。スタイルを習得しようとするめだかと共にスタイルの創始者である鶴喰梟の元を訪れる。
彼のスキルは異常性「独楽図解（スピニングアングラー）」と過負荷「引っ張り足（オクトパス）」。言葉（スタイル）は「挑発使い」。回転のスキル「独楽図解」は回転を司るスキルであり、本人は試したことはないが地球の自転や公転さえも操ることができる。引力のスキル「引っ張り足」は二重の意味（物理的・慣用句）で他人の足を引っ張るスキルである。言葉（スタイル）「挑発使い」は文字通り相手を挑発するスタイルで、封印状態であったとはいえ、安心院なじみからも冷静さを奪うことができた独学のスタイル。
餅原 沙小枝（もちばる ささえ）
声 - 井口裕香
アニメオリジナルキャラクター。2年3組の女子生徒。将棋部部長。
生徒会と風紀委員の抗争の前後に新しく将棋部の部長に就任した、小柄でやや弱気な女子。髪型はいわゆるダブルシニヨンヘヤーで、歩兵の駒を模したヘアピンを愛用している。「頭が肩から転げ落ちそうで怖い」という理由から、頭を常に押さえている。将棋部内での実力では鉈山に遥か及ばないが、鉈山の性格上の問題で部長に就任。後輩にキツくあたる鉈山に注意を呼びかけた所、結果鉈山を退部させてしまうことになった。その後発生した部内にある本黄楊駒の王将が紛失した件について、生徒会に相談に赴いた。将棋については楽しくできればいいと考えており、その点でも鉈山とはそりが合わなかった。原作では百輪走にて登場。

## 箱庭学園関係者
不知火 袴（しらぬい はかま）
声 - 清川元夢
箱庭学園理事長。72歳。不知火半袖の祖父で、彼女を「袖ちゃん」と呼ぶ。
事実上のフラスコ計画責任者であり、教育者として天才を安価に大量生産することを目的に十三組の生徒を管理下に置いている。温厚そうに見えるが、本性はきわめて合理的かつ冷酷。目的のためならばモラルや道徳を無視した手段も平然と行使し、全校生徒を犠牲にするという非情な計画を淡々と推し進める。その傍ら、必要がなくなれば宗像の指名手配を解除したり、危険と判断した凶化合宿を廃止するなど「十三組の十三人」およびその候補には非常に甘い。「十三組の十三人」が生徒会執行部に敗北したことをきっかけに、孫の半袖を参考にし独断で過負荷ばかりで構成された-十三組の設立を計画。後に生徒を抹殺するという球磨川の行動も、最初は反意を示しながら、結局は自らの教育理念優先のために黙認している。その後、球磨川の改心と時を同じくして、安心院なじみと不知火半纏の二人を箱庭学園に転入させた。
その正体は黒神舵樹の影武者。理事長という立場も舵樹の代理で務めているに過ぎない（安心院さんには、結果的に舵樹よりも適正が高かったと言われている）。不知火財団の総帥も務めているが、これも不知火財団が黒神グループと対応した影の存在であるため。箱庭学園の生徒として「仕事」で通っていた時期に級友の死を経験しており、そのことが彼自身がフラスコ計画に執心するようになった契機になった。めだかが黒神グループを引き継ぐ＝舵樹が黒神グループ総帥の座を降りると同時に影武者としての役目を終えたため、善吉たちが２年生に進級するに際して理事長職を辞している。
黒神 真黒（くろかみ まぐろ）
声 - 諏訪部順一 / 子安武人
箱庭学園旧校舎（通称「軍艦塔（ゴーストバベル）」）の管理人。元箱舟中学第66代生徒会執行部書記。18歳。
めだかとくじら（名瀬）の実兄。唯一の行動原理は「妹萌え」で、周囲を引かせるほどのシスコン。かつては箱庭学園の十三組に在籍し「十三組の十三人」の一人としてフラスコ計画を統括、王土とコンビを組んで宗像の訓練などにあたっていたが、メンバーとソリが合わなかったため引退。計画離脱の代償として臓器の大部分を提供し失っており、その影響で学園を中退している（後に球磨川によって傷と臓器欠損は全て「なかったこと」にされた）。
敵対者をあえて場違いな発言で挑発・翻弄し、自分のペースに巻き込むことに長ける。まためだかと同じく露出癖の持ち主で、女性と対峙した際は何かと理由をつけて脱衣することが多い。
彼の異常性は「解析（アナリシス）」。魔法使いとまで呼ばれた伝説の分析家かつマネージメントの天才で、「理詰めの魔術師（チェックメイト・マジシャン）」を自称している。自分では何も出来ないが、他人の技能を向上させることに関しては神がかり的に長けており、プロデュースの内容は企業コンサルティングから肉体強化まで多岐にわたる。目的のためなら自他問わず人命も意に介さない一面があるが、当人の意向を無視してまでプロデュースすることはない。
生徒会選挙後、妹のくじらとともにフラスコ計画統括に再任する。十年後のエピソードにおいては、くじらがフラスコ計画の統括を続けている一方で真黒はアナリストとして黒神グループに戻ったことが語られる。
黒神三兄妹の長兄であるが、妹のくじら・めだかとは腹違いに当たる。母は潜木家の人間であり、漆黒宴の潜木家代表「潜木もぐら」とは名前に共通点が見られる（どちらも子音で表記すると「ＭＧＲ」となる）。

## 箱庭学園職員室
久々原 滅私（くぐはら めっし）
箱庭学園の男性教師。1年13組の担任教師。担当教科は日本史。
常に億劫そうな態度であり、いつも俯きがちで下を向いて歩いている。本人にはあまり自覚が無いがいい生まれらしく、箱庭学園の理事会にコネをもっており、推薦で箱庭学園で働いている。雲仙冥利の制裁リストに載るほど怠け者であり、能力的にも突出しているわけではないが、本人の意思とは裏腹に十三組の担任という重責を任された。とは言え義務が免除されているジュウサンの生徒が登校してくることは基本的に無いため理想的なまでに楽な役職に就けたと本人は喜んでいたのだが、律儀に毎日登校してくる黒神めだかの存在によりその思惑も虚しく砕け散った。「教師陣の中で最もやる気がなく、何の思想もない」という理由で、めだかに生徒会執行部の顧問を依頼される。
何の理想も思想もないのは確かであるが、めだかとの邂逅により思う所があったらしく、「未来へのブーケトス」編ではめだかの退学を止めようとしている生徒会執行部に対して（生徒会室に入ってきたことを顧問であるにもかかわらず驚かれながらも）「出会いは構わないが、別れは嫌だなんてのは勝手な理屈だ」「黒神の決意をお前らの嘆願で翻意させたとして、それでお前らは本当に満足なのか？」などと諭す役割を果たした。
啝ノ浦 さなぎ（なぎのうら さなぎ）
箱庭学園の女性教師。2年13組の担任教師。担当教科は保健体育。1年の途中から雲仙冥利の担任を務めている。
正体は安心院なじみの端末である7億人の悪平等（ぼく）の一人。さまざまな性格を演じることが得意で、生徒や他の教師の前では清楚で上品な女教師を演じている。本来は偽悪的な性格で、同じく悪平等である赤青黄の前ではあまり女性らしからぬ砕けた言葉づかいで話す。
生徒会長への立候補を決意しためだかから声をかけられ、就任後の改革に協力してもらうよう頼まれる。その後、雲仙の言葉をきっかけにめだかとサッカーで勝負し、その結果、彼女への協力を約束した。
朳 理知戯（えぶり りちぎ）
箱庭学園の男性教師。-13組の担任教師。担当教科は数学。
背が低く、生徒からは「えぶりちゃん」と呼ばれ慕われている（が、頼りにされることはない）。よくタブレットをいじって仕事をしたりゲームをしたりしており、人と話をする時に相手を見るという習慣がない。誰にでも従う男であることを自認しており、世の中のすべてにおしとやかに面従する姿から、めだかは球磨川を連想している。
椋枝の配下として彼の意のままに動き、椋枝の指示でめだかの生徒会選挙出馬をやめさせるよう画策する。しかし、めだかにそのことを感づかれ、手痛い反撃を受ける。後にマイナス十三組の担任を務める。
椋枝 閾（むくえだ しきい）
箱庭学園の男性教師。3年13組の担任教師。担当科目は倫理。元生徒会執行部顧問。
保守的な思想の持ち主であり、古老にして固陋。思想の根幹には「現状維持」の考えがあり、それが理由でめだかには相容れないと言われている。
めだかの思想に危機意識を持ち、「学園を守る」ために理知戯に指示を出し、めだかの生徒会選挙出馬をやめさせるよう画策する。
朳がめだかの選挙出馬阻止の任務を失敗したことで、自ら動くことを余儀なくされ画策するが、不知火半袖と大刀洗斬子の2人に横槍を入れられ、めだかと直接対決することなく敗れ、自ら生徒会執行部の顧問を辞任した。
生徒会選挙時のめだかのマニフェストである「目安箱」の設置は、彼からの助言によるものである。

## 外部中学生
喜々津 嬉々 / 鰐塚 処理 / 財部 依真 / 与次郎 次葉 / 希望が丘 水晶
生徒会執行部主催の次世代育成プログラムである体験入学に参加し、球磨川の「残酷な選別」に耐えた5人。安心院なじみが送りこんだ「悪平等（ぼく）」を構成する一部であり彼女の「端末」である。全員が異常性や過負荷を持たない普通（ノーマル）。あだ名で呼びあうなどお互いに親しく、仲間思い。めだかは仲の良さを理由に五人の正体を看破した上で、彼女らを育てることで安心院なじみに勝つと誓っている。
全員が安心院の端末であり末端ではあるが自我や個性、意思があり、「自由であること、悪平等である以前に自分であること」が安心院から与えられた使命である。それを体言するかのように、安心院が善吉を取り込んだ後は球磨川の「裸エプロン同盟」に参加して、めだか・安心院の双方の意図と異なる動きを示した。生徒会選挙時の獲得票率は5人全員で36%。体験中学終了後は元の中学に帰ったが、鰐塚のみ生徒会役員として学園に残っている。

鴨池 多々郎（かもいけ たたろう）
酒甕中学の男子生徒。通称「群集軍隊（チームピープル）」。さわやかな風貌をしたオールバックヘアーの少年。次世代育成プログラムである体験入学に参加した631名のうちの一人。阿久根から注目されていたが、球磨川の「残酷な選別」によって心をへし折られ、棄権した。
羽衣 唯無（はごろも ゆいむ）
厩庫学園中等部の女子生徒。通称「極才色剣備（ザ・ソード）」。左右に編み髪をした少女。次世代育成プログラムである体験入学に参加した631名のうちの一人。阿久根から注目されていたが、球磨川の「残酷な選別」によって心をへし折られ、棄権した。
曽於 消希（そお しょうき）
結界中学の男子生徒。通称「閉じ込め系（クロスクローズド）」。髪を後ろで縛っている少年。次世代育成プログラムである体験入学に参加した631名のうちの一人。阿久根から注目されていたが、球磨川の「残酷な選別」によって心をへし折られ、棄権した。
荒生田 くるみ（あろうだ くるみ）
檻舎第二中学の女子生徒。通称「罪悪漢（ピカレスク）」。ポニーテールの少女。次世代育成プログラムである体験入学に参加した631名のうちの一人。阿久根から注目されていたが、球磨川の「残酷な選別」によって心をへし折られ、棄権した。

## 黒神財閥
黒神 舵樹（くろかみ かじき）
めだか・真黒・くじらの父。黒神グループ会長。
愛情過多であり、自身の愛情は1人に注ぐには多すぎるという理由で、20年前7つの分家を代表する7人の婚約者全員と結婚する。このことが原因で、7人の婚約者を1人に絞る漆黒宴が執り行われるようになった。7人の妻を1日ごとに本邸に呼び、妻のポジションをローテーションさせており、鶴喰鳩が亡くなって以降は、1週間に1度喪に服している。「ぱぱぱ」と笑う。めだかが会いに行ったときは無闇にハイテンションで残念な所を見せ、「家で遊んでいるおじさん」扱いされた。
黒神真黒

黒神くじら

黒神めだか

鶴喰 鳩

黒神 亡（くろかみ なし）
パイプを銜えたニヒルな感じのマダム。7人いる黒神舵樹の嫁の1人。桃園家の出身で黒神くじらの実母。

## 7つの分家
鶴喰 鴎

鶴喰 梟（つるばみ ふくろう）
黒神家の7つの分家の1つである鶴喰家の元当主で鶴喰鴎の父親。黒神財閥会長の黒神舵樹とは親友。言葉（スタイル）の創始者。3年前の第1回漆黒宴の優勝者。めだかのことを娘のように愛していたが、漆黒宴に優勝したことで殺害される。めだかの実母である鶴喰鳩の弟であるため、めだかの叔父にあたる。言葉（スタイル）の創始者のため、自身が開発したスタイルを全て使用することができる。
自分のことを「大人」と評するが、他人の意思を無視して物事を進めたり、産まれた子供が女ではなく男だったという理由で息子の育児放棄をするなどきわめて自己中心的かつ身勝手であり、めだかの父親である黒神舵樹は「彼以上に危険な人物はいない」と発言している。また、物事をすぐに妥協し、「それっぽいもの」で満足してきたため、人生で一度も怒ったことがない。
もともと、実姉である鶴喰鳩のことが好きだったが、彼女の苛烈なまでの正しさについて行くことができなかったため、愛に溢れた舵樹と苛烈な正しさを持つ鳩の子供なら理想の女性になると思い結婚を促したが、産まれためだかが「極上すぎた」ため、愛することを諦めた。また保険として遺伝子的に鶴喰鳩に近い自分の子供を「優しい姉」にしようと目論んだが、生まれた子供が男の鴎だったため育児放棄した。挙句、「それっぽいもの」でいいと妥協し、めだかの影武者である不知火半袖を我慢して愛することにした。安心院が語った「鶴喰博士はめだかに殺された」というのは、彼女の求める理想と愛に着いていけなくなって投げやりになってしまったことを指す。不知火によると「モノホンの変態」。
人生で一度も怒ったことがなかったため、本気で怒る人間の気持ちを理解していない。そのため「逆上した人間には言葉（スタイル）が通用しない」という弱点に気付かず、言彦に殺されてしまう。そのことにより、最期の切り札である、己の死後に発動する末期のスタイル「遺言使い」が発動。「目的半ばで死ぬときは全人類と心中する」という遺言を遺していたため、月が地球目掛けて落下することになった。
鶴喰 鳩（つるばみ はと）
黒神家の7つの分家の1つである鶴喰家の元代表で黒神舵樹の妻の一人。めだかの生みの親で鶴喰梟の姉。めだかを出産後に心筋梗塞で亡くなる。鶴喰鴎の実父である鶴喰梟の姉であるため、鴎の伯母にあたる。
その性格は周囲によると苛烈がナース服を着ているようだと言われ 白衣の悪魔と恐れられていた。仕事の鬼であり、産休すら取らない自身を削る看護っぷりでさながら戦争のように看護をしていたらしい。
また、私財や黒神家の財産を医学の発展の為に寄付していた。出産直後の死亡も彼女を知る者からは、過労死といわれている。また、彼女は同僚にも自身と同じ意識の高さを求め、患者にも甘えを許さずリハビリを強要し病院を逃げ出す怪我人もいた（彼女はその際に「よかった、一人で歩けたんだ」と発言した）という。患者を救うために病院ひとつ潰すこともあったという。
贄波 生煮（にえなみ なまにえ）
黒神家の7つの分家の1つである贄波家の代表で、めだかの婚約者の一人。ボロボロのセーラー服とヘソ出しルックが特徴的な少女。
彼女の言葉（スタイル）は「逆接（説）使い」。「だからこそ」のひと言に特化したスタイルで、「相手が強い『だからこそ』勝てる」、「強固で巨大な物体『だからこそ』斬れる」、といったように確率が低いマッチほど「逆説的」に実現させるスタイル。因果や優劣、上下や強弱を逆態接続するスタイル。獅子目言彦に対抗するために作られたスタイルの中で一番本命で強力なスタイルだが、「逆説が使える『だからこそ』勝てない」という風に、マイナス方面にスタイルが働いてしまうこともある。
刀を武器とし、「る斬」と連呼しながら襲いかかる。刀を一振りするだけで戦艦すら両断できるほどの腕前で、本気になると両腕に3本ずつ刀を刺し、さらに普通に刀を持って戦う7刀流「死地点抜刀」のスタイルを取る。婚約者6人の中で一番弱かったため、漆黒宴では最初に脱落し、善吉達の足止めを任された。善吉に敗北後は人質として同行。漆黒宴終了後は箱庭学園へ帰る善吉達に同行する。
不知火不知編ではめだか達に「ただ何となく」ついていきギャグメーカー的なポジションになる。基本的に「言わなくていいことは言う」「知らないはずなのに知っている」など、（彼女が逆説使いだからか）本来あるべき結果からかけ離れた行動をとる。しかしながら言彦との決戦においては、半袖の肉体を手に入れた言彦に全ての希望を断たれた状況でたった一人、逆転の策を見出した。「杠が時間を稼いでいる間に、寿が善吉を蘇生し、贄波が逆説使いを伝え、あとは善吉と半袖の絆に任せる」という博打に博打を重ねたような策を成立させる。
叶野 遂（かないの すい）
黒神家の7つの分家の1つである叶野家の代表で、めだかの婚約者の一人。スーツに眼鏡というキャリアウーマンのような格好をした女。京都弁でしゃべる。漆黒宴二次会場へ向かう善吉たちの足止めをするため、亜音速で飛行中の戦闘機の上で勝負を挑むが、漢字使いの弱点を名瀬に見破られ、敗北。人質として善吉たちに同行する。
彼女の言葉（スタイル）は「漢字使い」。2136字の常用漢字を支配下に置く。九個と十個の石で氷の鎧を砕く（石+九+十=砕）、石で皮を破く（石+皮=破）、炎を水で淡く（氵（水）+炎=淡）、氷点下で氷をただの水に（氷-ヽ=水）など、のような漢字の部首の足し算・引き算を現実のものにする。傾く（かぶく）ことで飛行機を傾け（かたむけ）たり、「拳」で攻撃された時、「挙」という字と似ているいう理由で強制的に挙手の状態にするなど、音読み・訓読み・意読・誤読まで支配下に置く。偏旁冠脚の分解に限れば常用外漢字も使え、「夥しい」数の鎌を投げつければ成「果」も「多」くなり、すべての鎌を命中させる（夥=果+多）。漢字使いであるため、カタカナを使うことはできない。這い這いの姿勢でないと漢字を使えない（「言」に「?（しんにょう）」をかけることで、使う「言」葉を強化している）という弱点がある。
潜木 もぐら（くぐるぎ もぐら）
黒神家の7つの分家の1つである潜木家の代表で、めだかの婚約者の一人。つなぎの作業着を着ている少女。ドライバーのみで飛行機をバラバラに解体する分解系（ぶんけい）女子。口癖は「なのだ」。
彼女の言葉（スタイル）は「誤変換使い」。古いコンピューターのようにあらゆる言葉を間違った漢字に誤変換することができる。「滑り」ながら攻撃することでただの攻撃を「全て」を「統べる」攻撃にしたり、敵の攻撃を存在しない言葉に変換することで攻撃を無効化したり、「ぶ厚い氷」を「ぶ熱い氷」に変換することでそれに触れた相手を炎上させたりすることができる。しかし、過負荷は球磨川曰く「最初から間違えている」という理由で無効化することはできない。
叶野からは「馬鹿を絵に描いたような馬鹿」と言われたが、婚約者候補6人の中で最もめだかに近い存在。それゆえ、他の婚約者候補に狙い撃ちされ、漆黒宴二次会で敗退。善吉達の足止めを引き受ける。スタイルを使わない状態でも善吉達を圧倒するが、桃園の封印を自ら解いた球磨川の却本作りを受けて敗北する。
桃園 喪々（ももぞの もも）
黒神家の7つの分家の1つである桃園家の代表で、めだかの婚約者の一人。幼稚園児のような恰好をした目つきの悪い幼女。見た目とは裏腹に「吾輩」「汝」など、古い口調で話す。缶を噛みちぎることができる。めだかより駆け引きが得意で、仲間ですら欺き卑劣な手段で陥れる策略家で、口先だけで相手の心理を揺さぶり自分の有利な状況を作るなど狡猾さも有する。また負けず嫌いかつ詭弁を弄するのが得意なため、どんな状況でも理屈を成立させて負けを認めない。
彼女の言葉（スタイル）は「名札使い」。名前を知っている相手を自由にカード化し封印することができる。カードには、封印された者のデフォルメされた絵と名前が描かれる。死人や瀕死の人間を封印すると、絵に×印が書かれ、「DEAD CARD」と表示される。
婚約者候補のリーダー格で漆黒宴の大体を喪々が仕切っていた。漆黒宴の最終決戦で「消失しりとり（デリートテールトゥノーズ）」というゲームを提案し、開始前から駆け引きによりめだかを翻弄していたが、桃園の性格を把握しためだかの策に嵌り、潔く負けを認めた。実は、めだかに心を学ばせるために鶴喰博士にけしかけられていた。鶴喰博士の最終スタイル「遺言使い」のことを知っており、鶴喰博士の最悪の人間性と最低な目的を知っていながら、全人類を人質に取ったこのスタイルの発動を防ぐために博士の思惑に乗っていた。
後に、箱庭学園の卒業式に来賓席で観覧しており、瞳とは顔見知りの模様。
単行本にて、十年後には第111代生徒会長として箱庭学園に君臨していることが成長した姿と共に描かれた。
寿 常套（ことぶき じょうとう）
黒神家の7つの分家の1つである寿家の代表で、めだかの婚約者の一人。めだか張りに肌を露出しているギャル系の女性。基本的に赤ちゃん言葉で会話する。漆黒宴の最終決戦でめだかと「消失しりとり」で対戦するが、喪々の策略により敗北する。
「不知火知不編」では杠かけがえと一緒に鶴喰梟と行動を共にしていた。
彼女の言葉（スタイル）は「童謡（幼）使い」。彼女の歌う歌を聞くことにより、肉体が幼くなっていく。歌を聞く距離が近ければ近いほど若返り、会話が成立しない（＝スタイルの真髄である「コミュニケーション」が取れなくなる）ほど幼くなると、それ以上は効かなくなる。この効果は死体にも効果があり、死体を死亡前まで「若返らせる」ことで生き返らせることも可能（ただし永続性は無いので、スタイルの効果が切れれば元通り死ぬ）。人間の可聴域以外の周波数でも効果があり、相手に「歌」として認識される必要はない。それどころか、「声」を外れた周波数の音をカットするはずの携帯電話などの通信機器を通してすら効果がある。逆位相の音をぶつけることで一時的に無効化できるが、連続した音の連なりである「歌」に対して単発の「音」をぶつけるだけでは本質的な攻略になっていない（これを攻略法にするためには、その一瞬のスキで音速級の攻撃ができるめだかのような体術が必要となる）。この童謡による若返りは言彦の「不可逆の破壊」すらも元に戻せる強力なスタイルで、「言彦にはスタイルが通用するのではないか」をめだか一行に確信させる要素となった。童謡を使っている間はコミュニケーションのために、幼子のような（あるいは幼子に語りかけるような）赤ちゃん言葉になる。
寿はこのスタイルに、赤子になった仲間たちを身にまとうことで直線的な攻撃を封じる「幼稚赤掛け（レッドカーペット）」を組み合わせることでめだかを封殺しようとしたが、めだかが「誰かと共に振るえ、共に鳴き、共に感じる＝コミュニケーションのための手段」というスタイルの本質を理解したため、童謡を完璧に避けられることで敗北した。その後は杠と共に言彦との決戦の見届け人になるが、巻き添えを食らって致命傷に近い傷を受ける。杠と共にめだかを「まるで末期のギャンブラー」と嘲笑するも、贄波の博打とも言える提案「その場にいた唯一の凡人・善吉を蘇らせる」に乗り、童謡を用いて善吉を復活させる。
杠 かけがえ（ゆずりは かけがえ）
黒神家の7つの分家の1つである杠家の代表で、めだかの婚約者の一人。分家で唯一めだかを様付けで呼ぶ。お姫様のような恰好をしている女。漆黒宴の最終決戦でめだかと「消失しりとり」で対戦するが、喪々の策略により敗北する。
「不知火知不編」では寿常套と一緒に鶴喰梟と行動を共にしていた。戦闘能力も高く、嘘に嘘を重ねた嘘八百の効果を聞いたときは、めだかも見栄を張れないほど困惑した。めだか曰く「最強よりは強い」。
彼女の言葉（スタイル）は「嘘八百使い」と「換喩使い」。嘘八百使いは自分自身を800人作り出すスタイル。分身の術のようなものではなく、本体というものが存在せず（むしろ全てが本体）、すべてを倒さない限り勝つことができない。「嘘に嘘を重ねる」ことも可能で、800×800で64万人の自分自身を作り出すこともできる。換喩使いは、己という概念を同属性の別の概念に置き換え・言い換えることができる。これにより、自分と同属性である生煮（「言葉使い」→「分家代表」と互換）になりきり、時間稼ぎのために言彦と戦う。めだかや言彦にもなれるが、本人には勝てないらしい。「嘘八百使い」にしても「換喩使い」にしても、「唯一の者になれない」という彼女自身の資質をよく表しており、誰とでも双璧をなせるしどんな存在とでも並び立てるが、それを越えることはできず、群を抜くことができない。そのため、偽物好きの鶴喰梟が最後まで彼女をそばに置いていたのではないかと反転院が分析している。
64万人の自身を作り出すことでめだかを苦しめるも、最終的には全員が敗北。寿と共に言彦との決戦の見届人になるも、巻き添えを喰らい瀕死の状態になる。寿と共にめだかの必死さを「本末転倒」「最後まで理解不能」と嘲笑するも、贄波の博打ともいえる策「杠が時間を稼いでいる間に贄波の逆説を善吉に伝授する」に乗り、ただの時間稼ぎの囮役にもかかわらずそれを引き受け、見事善吉の準備完了までの役目を全うする。

### 婚約者の影武者
黒神めだかの婚約者の影武者達で、全員がめだかを白目で震えさせるほどの変態。全員の名前に偽物を連想させる文字や言葉が入っている。本物の婚約者達が寝坊で遅刻したため代理で参戦したが、封印が完全に解けた安心院の1京のスキルの前に全員瞬殺される。本物の婚約者には「使えない」、「6人合わせても、自分達1人分以下」と言われる始末だったが、安心院や武器子によると、6人共相当な実力者だった模様。全員出自は不知火一族。
潜木 怪儡（くぐるぎ かいらい）
潜木家の影武者。変態1号。長髪を三つ編みにした笑顔を絶やさないイケメン風の男だが、めだか（本家）に踏まれることを至上の悦びとするドM（不知火知不編では、めだか達が乗る車に轢かれようとした）。曰く『結婚した暁には、毎朝自分で踏み台昇降してもらう』。安心院を5秒で倒すと宣言しており、杠偽造ともども警戒されていたが、安心院の刀剣系スキル×100に敗れる。
不知火知不編では、不知火の里を訪れるめだか達の前に立ちはだかるが安心院の銃火器系スキル×100により再び敗れ、不知火の里への案内を務める。その後、梟の元へ半袖を送り届ける。用が済んでも半袖の身を案じ、蜃気楼と共にその場に留まる。なお、出てくることは多いのに他の影武者にばかり被害が集中しており、ドMながら「無傷伝説」などと言われている（現状、ダメージを与えたのは安心院のみ）。
百輪走では、めだかの「踏」系スキル×100に敗れるが、念願は叶う。
漆黒宴において剣を武器として使っていたが、本当の得意武器は銃とのこと。
寿 蜃気郎（ことぶき しんきろう）
寿家の影武者。変態2号。見た目はワイルドなアスリートのようだが幼女が好きで、年齢指定をする筋金入りのロリコン。曰く、『好きな幼女は8歳です』。力をセーブするリミッターをいくつか手首に付けており、三つを外した状態で安心院に挑むが、安心院の格闘系スキル×100に敗れる。
不知火知不編では、不知火の里で半袖の世話を務める。その後、傀儡と共に梟の元へ半袖を送り届け、その場に留まるも梟の態度に怒り、梟のスタイルで絶命させられ封印される。
桃園 幻実（ももぞの げんじつ）
桃園家の影武者。変態3号。裸足で見た目はエプロンをつけた普通の少年だが二次元フェチで、四次元ポケットよりも二次元ポケットを欲しがる。曰く『プレスで潰せばいい二次元になりそうだ』。安心院の魔法系スキル×100に敗れる。
不知火知不編では、不知火の里で半袖の世話を務める。
贄波 錯悟（にえなみ さくご）
贄波家の影武者。変態4号。見た目は陰気な少年だが血まみれの女の子が好きと語る。安心院の精神系スキル×100に敗れる。
叶野 仮輝（かないの かりてる）
叶野家の影武者。変態5号。見た目は白衣を着たインテリ青年だが、眼鏡好きで女子は眼鏡置きと語る。伊達眼鏡でもOKらしい。「あれ」と呼ぶ秘密兵器と思われる物を用意していたらしいが、特に描写の無いまま、安心院の生物系スキル×100に敗れる。
杠 偽造（ゆずりは ぎぞう）
杠家の影武者。変態0号。見た目は髪と口をのぞく全身が真っ黒な影で覆われた男。パンツ=食べるものという重度のパンツ好きという上、見た目の異様さが際立つ。曰く『パンがなければパンツを食べればいいのに』。見開きで登場して大いに警戒されるも、安心院のラスボス系スキル×100に敗れる。

## 月下氷人会
兎洞 武器子（うどう ぶきこ）
月下氷人会（通称「月氷会」）から派遣されて来た女子。性格は飄々しており、相手を小馬鹿する子悪魔な性格だが、予想外の展開や思い通りにならないと残忍な本性を現す。
うさ耳を頭に付け、スクール水着を着ている。また、手に長い槍を持つ。小柄ながら食育委員長の飯塚食人と米良孤呑を一瞬で倒したり、善吉に気づかれず背後から一撃で突き刺すなど、高い戦闘能力を誇るが、本人によると「新入り」である模様。名前の通り、武器のコレクションが趣味で空母「黒船」やロケット（1兆7000億円）などを所有している。
黒神めだかの前に現れ、めだかの婚約者を決める「第二回漆黒宴」の開催を告げる。

## 不知火の里
不知火 半纏
不知火の里の始祖。

帯（おび） / 不知火 半幅（しらぬい はんはば）
不知火家を束ねる古株。小柄な姿で常に和服を着ている。一人称は「俺」。
帯は、一族を束ねている存在という意味からの通称。
不知火 袴

不知火 半袖

潜木 怪儡 / 寿 蜃気郎 / 桃園 幻実 / 贄波 錯悟 / 叶野 仮輝 / 杠 偽造
黒神家の各分家の影武者。全員不知火一族の出自。

獅子目 言彦（ししめ いいひこ）
不知火の里の闇。「新しい」が口癖で「げっげっげ」「げげげげ」などかなり異常な笑い方をする大男。一人称は「儂」。通称「不可逆のデストロイヤー」。初登場時に半袖と帯の2人を盛大にぶん投げて壁にめり込ませるなど残忍かつ暴虐な性格。5000年前、安心院なじみが初めて勝てなかった人間で、安心院さんですら「15秒しか時間を稼げない」と言うほどの高い実力者である。また、ありふれたもの（物や人など）を自身の武器として使う。
半袖の解説によると、「言彦が世界に与えたダメージはその後、決して回復することがなく、砕けたものは砕けたまま、壊れたものは壊れたまま、千切ったものは千切れたまま、潰れたものは潰れたまま、自然（ナチュラル）でも超自然（スキル）でも治らないし治せない」。逆に、言彦への攻撃はほとんど通らず、表の六人のラッシュすらマッサージと評する。めだかによると、「スキルを使ったこと自体気付いていない」。しかし、言彦の破壊は攻撃よりも防御にこそあり、硬い物質を殴った際、拳側が砕けるように力んだ言彦の硬さに攻撃した側が砕け、しかもそのダメージは回復しなくなる。この気質を帯などは「思い込み」と称し、鶴喰鴎からは、「スタイルに全く一緒ではないにしろ似たような性質」と称されている。
正体はかつて世界を救った英雄。土地を守り、民の盾となり、悪を正し、弱きを助け、仲間と共にあり、女を愛し、戦い続けた5000年前の御伽話の英雄。現在の言彦は「英雄」であった言彦そのものではなく、伝承してきた獅子目言彦という「存在」。「本物の言彦」が寿命で死んだ後に、影武者が「言彦」を受け継ぎ、その影武者が死んだら、その影武者の影武者が「言彦」を受け継ぐ、このサイクルによって伝承され保存されてきた。影武者から影武者へと受け継ぐ「役作り」はもはや影武者のレベルに収まらず、人格や体格まで完全にトレースし、次代の「獅子目言彦」となる。守るべき土地も愛する女もいなくなり、救うべき世界がなくなったため、「生き続ける」くらいしか生きる理由がなくなっている。
次に言彦を受け継ぐのが不知火半袖であり、そのため仕事以外で里の外に出ようとする半袖を執拗に追い回す。
不知火の里にて善吉、めだか達や表の六人の攻撃をものともせず、圧倒的な力で善吉と球磨川とめだかに重傷を負わせ、安心院さんを輪ゴム鉄砲一発だけで殺害。
箱庭病院跡では鶴喰梟に連れ去られた半袖を追って不知火の里から病院跡に移動、短時間で病院に辿りつき、その時善吉達と対峙していた鶴喰梟の半身を踏み潰し、梟博士の存在に気づくことなく殺害する。
その後杠かけがえとの戦いでスタイルを得ためだかと対峙、一度は黒神ファントムを跳ね返し、心臓を破壊した。スタイルによって筋肉を振動させることにより、心臓を介さずに全身に血液を送ったことで復活しためだかの黒神ファイナルを（スリップストリームによって速度の上がった、防御仕切れないその破壊力ゆえに）一度は避けるが、直後にめだかが曲がったことにより背中から直撃を受け倒れる。
直後に緊急避難と称して4年早めに半袖の体を乗っ取り、めだかを不意打ちで倒し、病院跡も軽く拳一つで完全に破壊する。なお向かってくるめだかの心を砕く為に善吉達を空気の刃で吹き飛ばし、瀕死の重傷を負わせてめだかを戦闘不能にさせる。
しかし、寿常套のスタイルによって復活し贄波生煮から一時的に逆接使いを得た善吉と対峙、一瞬の内に半袖に肉体を返すことで善吉の攻撃を止めると同時に直ぐ様半袖の肉体を乗っ取って止めを誘うとしたが、肉体を一瞬でも手放したことが仇となって半袖に動きを封じられてしまい、最期は半袖に操られるまま自分自身を破壊してしまい、それまで存在していた「獅子目言彦」は消滅、不可逆の力は可逆になってめだか達が負ったダメージは全て回復できるようになった。破壊の力を失った言彦も「残響」と称して残り、月の破壊に臨むめだかの震えを止めるためにアドバイスを送った。
残響として残った後も不知火の里に戻っている。「未来へのブーケトス編」では百輪走に不知火一族共々参加。

## キヲテラエ
須木奈佐木 咲（すきなさき さき）
声 - 日笠陽子
混沌すらも操るマイナス。半年前に突如現れた新人アイドル。元水槽学園3年4組の女子生徒。普段の一人称は「私」で口調は女の子らしいが、本性をあらわすと一人称は「俺様」になり口調は荒くなる。「現代の都市伝説」と呼ばれ、歌って踊って牙を剥く、通称「ビーストアイドル」。普段はマスクを着用しているが、その下には鮫のような鋭い歯があり、金やすりで手入れをしている。自らを経済動物、ファンを消費者と称し、徹底的に消費されることを信条とするほどドライな性格。愛称は「殺気姫」。テンションが上がると脱いでしまうという悪癖を持ち、そのせいで生番組に出られない模様。
箱庭学園の文化祭に他二人とともに呼ばれるも、その宝の持ち腐れな自分たちの扱い方に不満を持って生徒会メンバーに対バンを申し込む。異常性や過負荷を沸かす為にクラシック楽器でポピュラー音楽を演奏することを発案、自分はテューバを担当した。その後、この時の縁でユニットは継続している模様。
水槽学園に転校してきた球磨川に初めて話しかけてきた人物。彼女のスキルは「操作令状（エラーメッセージプレート）」。プレートを挿したものを支配するスキル。正しくは支配しようとする気持ちを支配するスキル。通常は対象の額に挿して使用するが、実際は身体のどこに挿さっても効力に何ら影響はない。支配する対象は人だけでなく、「極めて支配的な空間」である学校の建物なども支配下に置くことができる。このスキルで操られた者は言葉がところどころおかしくなる。球磨川に「支配者（すべて）を支配（おもいどおりに）するスキル」と言わしめたが、須木奈佐木本人がやりたくないことはできない。
外伝「グッドルーザー球磨川完結編」にて、キヲテラエのライブに来ていた卒業後の球磨川と再会。かつて「なかったこと」にしていた色々な物を修復して回っていた球磨川から「須木奈佐木が失った、水槽学園に関する記憶」を戻す提案をされるもこれを一蹴。その場で球磨川にライブのVIP席のチケットを渡し、そのライブにてかねてより球磨川に宛てて作成していた新曲「GOOD LOSER GOOD LUCK」を発表。楽屋に残された「学ランと螺子の花束」から、メッセージソングが球磨川に届いたことを確信し満足そうに微笑む。
八人ヶ岳 十字花（はちにんがたけ じゅうじか）
役に合わせて喉を作りかえる、通称「自傷声優」。喉には大きな傷がある。あらゆる声を体現し、あらゆるキャラクターソングを歌い尽くす肉体改造派。愛称は「じかじか」で、3人の中では最年少。
その発声能力はピアノを歌うことができるほどであり、スリーピースバンドをカルテットに変えた。文化祭ではボーカルとティンパニーを担当。
気を回すのが多少苦手な節がある。
不老山 ぞめき（ふろうさん ぞめき）
近年のしゃぶり尽くし系ビジネスをあざ笑うかのように、宣伝・タイアップもなく路上ミュージシャンから昇り詰めた、通称「神より神な音楽家」。鹿の角が生えたフードをかぶっており、瞳が音符になっている。自分のことは「天才もどき」としている。愛称は「ぞめっきー」。
普段はダブルネックのエレキギターを扱うが、文化祭では奇をてらうためにダブルベースを持ちだした。当のダブルネックは、「たまには真の天才に弾かせてあげないとかわいそう」と、阿久根に貸し出された。

## 水槽学園の生徒
球磨川 禊
水槽学園生徒会長。

須木奈佐木 咲
水槽学園生徒会庶務。

蛇籠 飽（じゃかご あき）
声 - 中原麻衣
水槽学園元生徒会長。
水槽学園の事実上の支配者で、彼女の機嫌を損ねたことで学校を辞めていった生徒も大勢いる。球磨川の「負完全」を一目会っただけで見抜く勘の良さがあり、それを須木奈佐木に買われて生徒会長の職に就いている。
彼女のスキルは「遊酸素運動（エアロバイカー）」。酸素を操るスキル。酸素の濃淡を自在に調節でき、相手を酸欠・過呼吸・酸素中毒にしたり、また「酸化」も自由に操ることができる。彼女のスキルの効果は水槽学園の敷地全土におよぶ。人間を支配するのに最適なスキルだが、「酸素分子を操るスキル」を持っている安心院には敵わないと判断され、他の生徒会メンバーとともに球磨川に螺子伏せられ、精神を病み入院する。「グッドルーザー球磨川完結編」の回想では、下記の10名と共に須木奈佐木のスキルで操られ球磨川を襲撃するが、須木奈佐木が無自覚にそれを望まなかったために失敗し球磨川にねじ伏せられる。
練兵 癒（れんぺい いや）
声 - 内山夕実
水槽学園元生徒会副生徒会長。黒髪ロングの女の子。役員としてはかなり優秀だった。
彼女のスキルは「退化論（ザッピングスタディ）」。対象の知能を下げるスキルで、逆スマートドラッグのようなスキル。
花熟理 桃（けじゅくり とう）
声 - 潘めぐみ
水槽学園元生徒会庶務。下半身は制服に対し、上半身がビキニのような格好。元政治家の父を持ち、現在は隠居し母と一緒にパン屋を営む。妹は小学5年生。趣味は磁石の研究で、海外で論文も発表している。
彼女のスキルは「四分の一の貴重（クォーターハザード）」。水量を操るスキル。水は酸素分子を含んでいるため、蛇籠のスキル「遊酸素運動」の上位互換スキルである。
坂之上 替（さかのうえ かえ）
声 - 高森奈津美
水槽学園元生徒会書記。体操服にブルマを穿いている。
彼女のスキルは「賭博師の犬（ギャンブルドッグ）」。確率を操作することで「起きたかもしれない奇跡」を起こせるスキルのため、確率ゼロの奇跡は起こせない。
般若寺 憂（はんにゃじ うさ）
声 - 大久保瑠美
水槽学園元生徒会会計。ピンク色のツインテールの女の子。役員としてはかなり優秀だった。
彼女のスキルは「下劣な大道芸（エロティックピエロ）」。対象の性欲を上げる一種の興奮剤のようなスキル。
鉄砲 撃（てっぽう うち）
水槽学園2年3組出席番号18番の女子生徒。射撃部。
「ピストル射撃」「ライフル射撃」「クレー射撃」の各部門の世界大会で好成績を収めるほどの腕前。そのため、彼女一人しか所属していない水槽学園射撃部は問題なく存続し続けている。蛇籠政権下においての「ブラック・ブラック・リスト」という要注意人物リストのトップページにも載っている。図太い神経の持ち主で、球磨川によってひどい目にあった後も普通に登校している。
正体は安心院なじみの端末である7億人の悪平等（ぼく）の一人。安心院ゲームのメッセンジャーとして球磨川の前に現れ、チュートリアルとしてロシアンルーレット対決を行う。球磨川と対峙するにあたり、安心院から銃に弾丸を込めるスキル「弾爪の麗人（レディギタリスト）」を借り受けている。拳銃に触れなくても、弾丸に触れなくても、弾込めをできるスキルで、もっと複雑な使い方もあるが彼女にはそのスキルを使いこなす腕が無い。
箞木 盟（うつぼぎ めい）
水槽学園1年3組出席番号23番の女子生徒。水泳部。
クールな表情・口調で、酷く体温が低そうと評される女子生徒。容姿が美しく、その冷淡な美しさゆえに、学園の中で知る人ぞ知る存在となっている。
正体は安心院なじみの端末である7億人の悪平等（ぼく）の一人。安心院ゲームの司会進行役として第1ステージに立ち会うが、敵対したわけでもないにもかかわらず氷漬けにされ、その心の傷が原因でそのまま入院してしまう。球磨川と対峙するにあたり、安心院から「これで安心球磨川対策」を授けられている。
焼石 櫛（やけいし くし）
水槽学園1年3組出席番号31番の女子生徒。剣道部と居合道部のマネージャー。
黒髪ロングのストレートで茶目っ気溢れる日本美人。須木奈佐木の幼馴染。剣舞を得意とする。
正体は安心院なじみの端末である7億人の悪平等（ぼく）の一人。須木奈佐木の幼馴染であるがゆえに、安心院ゲームの第2ステージで球磨川の「敵」として立ちはだかるという任務を与えられる。口の軽いところがあり、自身が悪平等であることを須木奈佐木にあっさり話している。
彼女のスキルは「奇剣の舞（ダンシングデンジャー）」。剣に選ばれるスキルであり、選ばれた者しか使えない「勇者の剣」のような名刀名剣を使い熟すことができる。安心院からの貸出では無い、焼石固有のスキル。時代が時代ならとても強力な殲滅型スキルであるが、刀剣が完全な芸術品となった現代では使い道があまりないスキルである。焼石自身も安心院に言われるまではこのスキルを持っていることすら気づかなかった。
隠蓑 既（かくれみの すで）、隠蓑 済（かくれみの すみ）
水槽学園3年3組出席番号1番および2番の双子の女子生徒。チェス部。既が姉で済が妹。
正体は安心院なじみの端末である7億人の悪平等（ぼく）の一人。球磨川の敗北により、代わりに安心院ゲームを続けることになった須木奈佐木用の第3ステージで、バグハウスチェスで須木奈佐木に挑む。
画図町 筆（えずまち ふで）
声 - 近藤隆
水槽学園の男子生徒。テレビアニメ第2期のオリジナルキャラクター。
絵画が好きなようで、基本的に登場する時には絵筆を手にしながらキャンバスを前にしている。蛇籠の美貌を評価しており、水槽学園の支配者に相応しいと考えており、蛇籠と同等のレベルのスキルを持つことから蛇籠と競合することを嫌って、自ら学園を去っていた。球磨川が生徒会長に就任した後、蛇籠をねじ伏せた球磨川を牽制するために復学する。一度は自身のスキルにより、球磨川を殺害することに成功するも、後に彼に白と黒以外の色をなかったことにされてスキルを無効化され、球磨川が地面から出現させた無数の螺子で串刺しにされる。
スキルは、色を支配するスキル「色々色（カラーオブビューティー）」。絵の具を手にすることで周囲の色を自在に操り、その色から連想される現象を起こすことができる。一定時間が過ぎると変えた色は元に戻る。作中では青色で青痣を連想させて球磨川をショック死させたり、灰色で灰を連想させて制服の強度を脆くしたりしていた。

## 箱舟中学
黒神 めだか

人吉 善吉

阿久根 高貴

球磨川 禊

黒神 真黒

安心院 なじみ

千怒 憖（ちぬ なまじ）
小説版「ジュブナイル」に登場する2年生の女子生徒で、生徒会元会計。バスケットボール部に所属している。